# Circuitul WTA 2024
Circuitul WTA 2024 a fost cea de-a 54-a ediție a tenisului profesionist feminin de nivel superior, care s-a jucat de-a lungul anului 2024. Sezonul, care s-a desfășurat în perioada 29 decembrie 2023 până în 16 noiembrie 2024, a inclus peste cincizeci turnee, marea majoritate organizate de Asociația de Tenis pentru Femei (WTA). Pentru a treia oară, Hologic, companie de tehnologie și diagnosticare medicală cu sediul în Massachusetts, axată pe sănătatea femeilor, a fost partenerul principal.
Calendarul 2024 a cuprins turneele de Grand Slam (supervizate de Federația Internațională de Tenis (ITF)), turneele WTA 1000, WTA 500, WTA 250, Cupa Billie Jean King (organizată de ITF), campionatele de sfârșit de an (WTA Finals), evenimentele pe echipe United Cup (eveniment combinat cu ATP), precum și Jocurile Olimpice de vară de la Paris.
Din cauza invaziei Rusiei în Ucraina în februarie 2022, rămâne în vigoare decizia organismelor de conducere ale tenisului, ATP, WTA și ITF, de a anula turneele programate pe teritoriul Rusiei și de a exclude echipele naționale ale Rusiei și Belarusului din competiții, inclusiv din turneele pe echipe. Jucătorii de tenis ruși și belaruși au putut continua să concureze pe circuite, dar nu sub steagul Rusiei și Belarusului până la o nouă notificare.
Echivalentul masculin al circuitului feminin este Circuitul ATP 2024.

## Lista cronologică a turneelor
Prezentarea cronologică arată lista turneelor din Circuitul WTA 2024, inclusiv locul de desfășurare, numărul de jucători, suprafața, categoria și finanțarea totală.
Legendă
| Turnee de Grand Slam |
| Jocuri Olimpice      |
| Turneul Campioanelor |
| WTA 1000             |
| WTA 500              |
| WTA 250              |
| Evenimente de echipă |

### Ianuarie
| Săptămâna     | Turneu                                                                                                   | Campioni                                                | Finaliști                            | Semifinaliști                        | Sfertfinaliști                                                     |
| ------------- | --- | ------------------------------------------------------- | ------------------------------------ | ------------------------------------ | ------------------------------------------------------------------ |
| 1 ian         | United Cup Sydney/Perth, Australia Dură – 5.000.000 $ – 8S/8D Eveniment de echipă                        | Germania 2–1                                            | Polonia                              | Franța Australia                     | China Norvegia Serbia Grecia                                       |
| 1 ian         | Brisbane International Brisbane, Australia WTA 500 Dură – 1.736.763 $ – 48S/24Q/16D Simplu – Dublu       | Elena Rîbakina 6–0, 6–3                                 | Arina Sabalenka                      | Victoria Azarenka Linda Nosková      | Daria Kasatkina Jeļena Ostapenko Mirra Andreeva Anastasia Potapova |
| 1 ian         | Brisbane International Brisbane, Australia WTA 500 Dură – 1.736.763 $ – 48S/24Q/16D Simplu – Dublu       | Liudmila Kicenok Jeļena Ostapenko 7–5, 6–2              | Greet Minnen Heather Watson          | Victoria Azarenka Linda Nosková      | Daria Kasatkina Jeļena Ostapenko Mirra Andreeva Anastasia Potapova |
| 1 ian         | Auckland Classic Auckland, Noua Zeelandă WTA 250 Dură – 267.082 $ – 32S/24Q/16D Simplu – Dublu           | Coco Gauff 6–7(4–7), 6–3, 6–3                           | Elina Svitolina                      | Emma Navarro Wang Xiyu               | Varvara Gracheva Petra Martic Diane Parry Marie Bouzková           |
| 1 ian         | Auckland Classic Auckland, Noua Zeelandă WTA 250 Dură – 267.082 $ – 32S/24Q/16D Simplu – Dublu           | Anna Danilina Viktória Hrunčáková 6-3, 6-7(5-7), [10-8] | Marie Bouzková Bethanie Mattek-Sands | Emma Navarro Wang Xiyu               | Varvara Gracheva Petra Martic Diane Parry Marie Bouzková           |
| 8 ian         | Adelaide International Adelaide, Australia WTA 500 Dură – 780.637 $ – 32S/24Q/16D Simplu – Dublu         | Jeļena Ostapenko 6–3, 6–2                               | Daria Kasatkina                      | Ekaterina Alexandrova Jessica Pegula | Elena Rîbakina Marta Kostiuk Laura Siegemund A Pavliucenkova       |
| 8 ian         | Adelaide International Adelaide, Australia WTA 500 Dură – 780.637 $ – 32S/24Q/16D Simplu – Dublu         | Beatriz Haddad Maia Taylor Townsend 7–5, 6–3            | Caroline Garcia Kristina Mladenovic  | Ekaterina Alexandrova Jessica Pegula | Elena Rîbakina Marta Kostiuk Laura Siegemund A Pavliucenkova       |
| 8 ian         | Hobart International Hobart, Australia WTA 250 Dură – 267.082 $ – 32S/24Q/16D Simplu – Dublu             | Emma Navarro 6–1, 4–6, 7–5                              | Elise Mertens                        | Daria Saville Yuan Yue               | Arantxa Rus Zhu Lin Iulia Putințeva Viktoriya Tomova               |
| 8 ian         | Hobart International Hobart, Australia WTA 250 Dură – 267.082 $ – 32S/24Q/16D Simplu – Dublu             | Chan Hao-ching Giuliana Olmos 6–3, 6–3                  | Guo Hanyu Jiang Xinyu                | Daria Saville Yuan Yue               | Arantxa Rus Zhu Lin Iulia Putințeva Viktoriya Tomova               |
| 14 ian 22 ian | Australian Open Melbourne, Australia Grand Slam Dură – 39.264.000 $ – 128S/64D/32X Simplu – Dublu – Mixt | Arina Sabalenka 6–3, 6–2                                | Zheng Qinwen                         | Daiana Iastremska Coco Gauff         | Linda Nosková Anna Kalinskaia Marta Kostiuk Barbora Krejčíková     |
| 14 ian 22 ian | Australian Open Melbourne, Australia Grand Slam Dură – 39.264.000 $ – 128S/64D/32X Simplu – Dublu – Mixt | Hsieh Su-wei Elise Mertens 6–1, 7–5                     | Liudmila Kicenok Jeļena Ostapenko    | Daiana Iastremska Coco Gauff         | Linda Nosková Anna Kalinskaia Marta Kostiuk Barbora Krejčíková     |
| 14 ian 22 ian | Australian Open Melbourne, Australia Grand Slam Dură – 39.264.000 $ – 128S/64D/32X Simplu – Dublu – Mixt | Hsieh Su-wei Jan Zieliński 6–7(5–7), 6–4, [11–9]        | Desirae Krawczyk Neal Skupski        | Daiana Iastremska Coco Gauff         | Linda Nosková Anna Kalinskaia Marta Kostiuk Barbora Krejčíková     |
| 29 ian        | Linz Open Linz, Austria WTA 500 Dură (i) – 922.573 $ – 32S/24Q/16D Simplu – Dublu                        | Jeļena Ostapenko 6–2, 6–3                               | Ekaterina Alexandrova                | A. Pavliucenkova Donna Vekić         | Jodie Burrage Elise Mertens Clara Burel Anastasia Potapova         |
| 29 ian        | Linz Open Linz, Austria WTA 500 Dură (i) – 922.573 $ – 32S/24Q/16D Simplu – Dublu                        | Sara Errani Jasmine Paolini 7–5, 4–6, [10–7]            | Nicole Melichar-Martinez Ellen Perez | A. Pavliucenkova Donna Vekić         | Jodie Burrage Elise Mertens Clara Burel Anastasia Potapova         |
| 29 ian        | Thailanda Open Hua Hin, Thailanda WTA 250 Dură – 267.082 $ – 32S/24Q/16D Simplu – Dublu                  | Diana Shnaider 6–3, 2–6, 6–1                            | Zhu Lin                              | Wang Xinyu Wang Yafan                | Dalma Gálfi Iulia Putințeva Katie Volynets Arina Rodionova         |
| 29 ian        | Thailanda Open Hua Hin, Thailanda WTA 250 Dură – 267.082 $ – 32S/24Q/16D Simplu – Dublu                  | Miyu Kato Aldila Sutjiadi 6–4, 1–6, [10–7]              | Guo Hanyu Jiang Xinyu                | Wang Xinyu Wang Yafan                | Dalma Gálfi Iulia Putințeva Katie Volynets Arina Rodionova         |

### Februarie
| Săptămâna | Turneu                                                                                           | Campioni                                        | Finaliști                            | Semifinaliști                          | Sfertfinaliști                                                   |
| --------- | ------------------------------------------------------------------------------------------------ | ----------------------------------------------- | ------------------------------------ | -------------------------------------- | ---------------------------------------------------------------- |
| 5 feb     | Abu Dhabi Open Abu Dhabi, UAE WTA 500 Dură – 922.573 $ – 28S/24Q/16D Simplu – Dublu              | Elena Rîbakina 6–1, 6–4                         | Daria Kasatkina                      | Liudmila Samsonova Beatriz Haddad Maia | Cristina Bucșa Barbora Krejčíková Sorana Cîrstea Ons Jabeur      |
| 5 feb     | Abu Dhabi Open Abu Dhabi, UAE WTA 500 Dură – 922.573 $ – 28S/24Q/16D Simplu – Dublu              | Sofia Kenin Bethanie Mattek-Sands 6–4, 7–6(7–4) | Linda Nosková Heather Watson         | Liudmila Samsonova Beatriz Haddad Maia | Cristina Bucșa Barbora Krejčíková Sorana Cîrstea Ons Jabeur      |
| 5 feb     | Transylvania Open Cluj Napoca, România WTA 250 Dură (i) – 267.082 $ – 32S/24Q/16D Simplu – Dublu | Karolína Plíšková 6–4, 6–3                      | Ana Bogdan                           | Jaqueline Cristian Harriet Dart        | Arantxa Rus Anastasija Sevastova Nuria Párrizas Díaz Sara Errani |
| 5 feb     | Transylvania Open Cluj Napoca, România WTA 250 Dură (i) – 267.082 $ – 32S/24Q/16D Simplu – Dublu | Caty McNally Asia Muhammad 6–3, 6–4             | Harriet Dart Tereza Mihalíková       | Jaqueline Cristian Harriet Dart        | Arantxa Rus Anastasija Sevastova Nuria Párrizas Díaz Sara Errani |
| 12 feb    | Qatar Total Open Doha, Qatar WTA 1000 Dură – 3.211.715 $ – 56S/24Q/16D Simplu – Dublu            | Iga Świątek 7–6(10–8), 6–2                      | Elena Rîbakina                       | Karolína Plíšková A. Pavliucenkova     | Victoria Azarenka Naomi Osaka Leylah Fernandez Danielle Collins  |
| 12 feb    | Qatar Total Open Doha, Qatar WTA 1000 Dură – 3.211.715 $ – 56S/24Q/16D Simplu – Dublu            | Demi Schuurs Luisa Stefani 6–4, 6–2             | Caroline Dolehide Desirae Krawczyk   | Karolína Plíšková A. Pavliucenkova     | Victoria Azarenka Naomi Osaka Leylah Fernandez Danielle Collins  |
| 19 feb    | Dubai Tennis Championships Dubai, UAE WTA 1000 Dură – 3.211.715 $ – 56S/24Q/16D Simplu – Dublu   | Jasmine Paolini 4–6, 7–5, 7–5                   | Anna Kalinskaia                      | Iga Świątek Sorana Cîrstea             | Zheng Qinwen Coco Gauff Elena Rîbakina Markéta Vondroušová       |
| 19 feb    | Dubai Tennis Championships Dubai, UAE WTA 1000 Dură – 3.211.715 $ – 56S/24Q/16D Simplu – Dublu   | Storm Hunter Kateřina Siniaková 6–4, 6–2        | Nicole Melichar-Martinez Ellen Perez | Iga Świątek Sorana Cîrstea             | Zheng Qinwen Coco Gauff Elena Rîbakina Markéta Vondroušová       |
| 26 feb    | San Diego Open San Diego, Statele Unite WTA 500 Dură – 922.573 $ – 28S/24Q/16D Simplu – Dublu    | Katie Boulter 5–7, 6–2, 6–2                     | Marta Kostiuk                        | Jessica Pegula Emma Navarro            | Anna Blinkova A. Pavliucenkova Daria Saville Donna Vekić         |
| 26 feb    | San Diego Open San Diego, Statele Unite WTA 500 Dură – 922.573 $ – 28S/24Q/16D Simplu – Dublu    | Nicole Melichar-Martinez Ellen Perez 6–1, 6–2   | Desirae Krawczyk Jessica Pegula      | Jessica Pegula Emma Navarro            | Anna Blinkova A. Pavliucenkova Daria Saville Donna Vekić         |
| 26 feb    | ATX Open Austin, Statele Unite WTA 250 Dură – 267.082 $ – 32S/24Q/16D Simplu – Dublu             | Yuan Yue 6–4, 7–6(7–4)                          | Wang Xiyu                            | Anhelina Kalinina AK Schmiedlová       | Diane Parry Danielle Collins Wang Yafan Anastasija Sevastova     |
| 26 feb    | ATX Open Austin, Statele Unite WTA 250 Dură – 267.082 $ – 32S/24Q/16D Simplu – Dublu             | Olivia Gadecki Olivia Nicholls 6–2, 6–4         | Katarzyna Kawa Bibiane Schoofs       | Anhelina Kalinina AK Schmiedlová       | Diane Parry Danielle Collins Wang Yafan Anastasija Sevastova     |

### Martie
| Săptămâna     | Turneu | Campioni                                                | Finaliști                              | Semifinaliști                    | Sfertfinaliști                                               |
| ------------- | --- | ------------------------------------------------------- | -------------------------------------- | -------------------------------- | ------------------------------------------------------------ |
| 4 mar 11 mar  | Indian Wells Open Indian Wells, Statele Unite WTA 1000 Dură – 8.995.555 $ – 96S/48Q/32D Simplu – Dublu – Mixt | Iga Świątek 6–4, 6–0                                    | Maria Sakkari                          | Marta Kostiuk Coco Gauff         | Caroline Wozniacki Anastasia Potapova Yuan Yue Emma Navarro  |
| 4 mar 11 mar  | Indian Wells Open Indian Wells, Statele Unite WTA 1000 Dură – 8.995.555 $ – 96S/48Q/32D Simplu – Dublu – Mixt | Hsieh Su-wei Elise Mertens 6–3, 6–4                     | Storm Hunter Kateřina Siniaková        | Marta Kostiuk Coco Gauff         | Caroline Wozniacki Anastasia Potapova Yuan Yue Emma Navarro  |
| 4 mar 11 mar  | Indian Wells Open Indian Wells, Statele Unite WTA 1000 Dură – 8.995.555 $ – 96S/48Q/32D Simplu – Dublu – Mixt | Storm Hunter Matthew Ebden 6–3, 6–3                     | Caroline Garcia Édouard Roger-Vasselin | Marta Kostiuk Coco Gauff         | Caroline Wozniacki Anastasia Potapova Yuan Yue Emma Navarro  |
| 18 mar 25 mar | Miami Open Miami, Statele Unite WTA 1000 Dură – 8.995.555 $ – 96S/48Q/32D Simplu – Dublu                      | Danielle Collins 7–5, 6–3                               | Elena Rîbakina                         | E. Alexandrova Victoria Azarenka | Jessica Pegula Caroline Garcia Maria Sakkari Iulia Putințeva |
| 18 mar 25 mar | Miami Open Miami, Statele Unite WTA 1000 Dură – 8.995.555 $ – 96S/48Q/32D Simplu – Dublu                      | Sofia Kenin Bethanie Mattek-Sands 4–6, 7–6(7–5), [11–9] | Gabriela Dabrowski Erin Routliffe      | E. Alexandrova Victoria Azarenka | Jessica Pegula Caroline Garcia Maria Sakkari Iulia Putințeva |

### Aprilie
| Săptămâna    | Turneu                                                                                           | Campioni | Finaliști                                                                                          | Semifinaliști                     | Sfertfinaliști                                                          |
| ------------ | ------------------------------------------------------------------------------------------------ | --- | -------------------------------------------------------------------------------------------------- | --------------------------------- | ----------------------------------------------------------------------- |
| 1 apr        | Charleston Open Charleston, Statele Unite WTA 500 Zgură – 922.573 $ – 56S/24Q/16D Simplu – Dublu | Danielle Collins 6–2, 6–1 | Daria Kasatkina                                                                                    | Jessica Pegula Maria Sakkari      | Victoria Azarenka Jaqueline Cristian Veronika Kudermetova Elise Mertens |
| 1 apr        | Charleston Open Charleston, Statele Unite WTA 500 Zgură – 922.573 $ – 56S/24Q/16D Simplu – Dublu | Ashlyn Krueger Sloane Stephens 1–6, 6–3, [10–7] | Liudmila Kicenok Nadiia Kicenok                                                                    | Jessica Pegula Maria Sakkari      | Victoria Azarenka Jaqueline Cristian Veronika Kudermetova Elise Mertens |
| 1 apr        | Copa Colsanitas Bogota, Colombia WTA 250 Zgură – 267.082 $ – 32S/24Q/16D Simplu – Dublu          | Camila Osorio 6–3, 7–6(7–5) | Marie Bouzková                                                                                     | Kamilla Rakhimova Sara Errani     | Laura Siegemund Cristina Bucșa Irina Bara Tatjana Maria                 |
| 1 apr        | Copa Colsanitas Bogota, Colombia WTA 250 Zgură – 267.082 $ – 32S/24Q/16D Simplu – Dublu          | Cristina Bucșa Kamilla Rakhimova 7–6(7–5), 3–6, [10–8] | Anna Bondár Irina Khromacheva                                                                      | Kamilla Rakhimova Sara Errani     | Laura Siegemund Cristina Bucșa Irina Bara Tatjana Maria                 |
| 8 apr        | Runda de calificare la Cupa Billie Jean King                                                     | Câștigătoare calificări · Australia, 4–0 · Polonia, 4–0 · Regatul Unit, 3–1 · Statele Unite, 4–0 · Japonia, 3–1 · Germania, 3–1 · Slovacia, 4–0 · România, 3–2 | Învinse calificări · Mexic · Elveția · Franța · Belgia · Kazahstan · Brazilia · Slovenia · Ucraina |                                   |                                                                         |
| 15 apr       | Stuttgart Open Stuttgart, Germania WTA 500 Zgură (i) – 922.573 $ – 28S/16Q/16D Simplu – Dublu    | Elena Rîbakina 6–2, 6–2 | Marta Kostiuk                                                                                      | Iga Świątek Markéta Vondroušová   | Emma Răducanu Jasmine Paolini Coco Gauff Arina Sabalenka                |
| 15 apr       | Stuttgart Open Stuttgart, Germania WTA 500 Zgură (i) – 922.573 $ – 28S/16Q/16D Simplu – Dublu    | Chan Hao-ching Veronika Kudermetova 4–6, 6–3, [10–2] | Ulrikke Eikeri Ingrid Neel                                                                         | Iga Świątek Markéta Vondroušová   | Emma Răducanu Jasmine Paolini Coco Gauff Arina Sabalenka                |
| 15 apr       | Open de Rouen Rouen, Franța WTA 250 Zgură (i) – 267.082 $ – 32S/16Q/16D Simplu – Dublu           | Sloane Stephens 6–1, 2–6, 6–2 | Magda Linette                                                                                      | Anhelina Kalinina Caroline Garcia | Arantxa Rus Mirra Andreeva Yuan Yue Elena-Gabriela Ruse                 |
| 15 apr       | Open de Rouen Rouen, Franța WTA 250 Zgură (i) – 267.082 $ – 32S/16Q/16D Simplu – Dublu           | Tímea Babos Irina Khromacheva 6–3, 6–4 | Naiktha Bains Maia Lumsden                                                                         | Anhelina Kalinina Caroline Garcia | Arantxa Rus Mirra Andreeva Yuan Yue Elena-Gabriela Ruse                 |
| 2 apr 29 apr | Madrid Open Madrid, Spania WTA 1000 Zgură – 7.877.020 € – 96S/32Q/32D Simplu – Dublu             | Iga Świątek 7–5, 4–6, 7–6(9–7) | Arina Sabalenka                                                                                    | Madison Keys Elena Rîbakina       | Beatriz Haddad Maia Ons Jabeur Iulia Putințeva Mirra Andreeva           |
| 2 apr 29 apr | Madrid Open Madrid, Spania WTA 1000 Zgură – 7.877.020 € – 96S/32Q/32D Simplu – Dublu             | Cristina Bucșa Sara Sorribes Tormo 6–0, 6–2 | Barbora Krejčíková Laura Siegemund                                                                 | Madison Keys Elena Rîbakina       | Beatriz Haddad Maia Ons Jabeur Iulia Putințeva Mirra Andreeva           |

### Mai
| Săptămâna    | Turneu                                                                                                 | Campioni                                         | Finaliști                     | Semifinaliști                        | Sfertfinaliști                                                             |
| ------------ | --- | ------------------------------------------------ | ----------------------------- | ------------------------------------ | -------------------------------------------------------------------------- |
| 6 mai 13 mai | Italian Open Roma, Italia WTA 1000 Zgură – 4.791.105 € – 96S/32Q/32D Simplu – Dublu                    | Iga Świątek 6–2, 6–3                             | Arina Sabalenka               | Coco Gauff Danielle Collins          | Madison Keys Zheng Qinwen Victoria Azarenka Jeļena Ostapenko               |
| 6 mai 13 mai | Italian Open Roma, Italia WTA 1000 Zgură – 4.791.105 € – 96S/32Q/32D Simplu – Dublu                    | Sara Errani Jasmine Paolini 6–3, 4–6, [10–8]     | Coco Gauff Erin Routliffe     | Coco Gauff Danielle Collins          | Madison Keys Zheng Qinwen Victoria Azarenka Jeļena Ostapenko               |
| 20 mai       | Internationaux de Strasbourg Strasbourg, Franța WTA 500 Zgură – 922.573 $ – 32S/24Q/16D Simplu – Dublu | Madison Keys 6–1, 6–2                            | Danielle Collins              | Anhelina Kalinina Liudmila Samsonova | Markéta Vondroušová Clara Burel Magda Linette Beatriz Haddad Maia          |
| 20 mai       | Internationaux de Strasbourg Strasbourg, Franța WTA 500 Zgură – 922.573 $ – 32S/24Q/16D Simplu – Dublu | Cristina Bucșa Monica Niculescu 3–6, 6–4, [10–6] | Asia Muhammad Aldila Sutjiadi | Anhelina Kalinina Liudmila Samsonova | Markéta Vondroušová Clara Burel Magda Linette Beatriz Haddad Maia          |
| 20 mai       | Maroc Open Rabat, Maroc WTA 250 Zgură – 267.082 $ – 32S/24Q/16D Simplu – Dublu                         | Peyton Stearns 6–2, 6–1                          | Mayar Sherif                  | Kamilla Rakhimova Viktoriya Tomova   | Elisabetta Cocciaretto Sara Sorribes Tormo Lucia Bronzetti Laura Siegemund |
| 20 mai       | Maroc Open Rabat, Maroc WTA 250 Zgură – 267.082 $ – 32S/24Q/16D Simplu – Dublu                         | Irina Khromacheva Yana Sizikova 6–3, 6–2         | Anna Danilina Xu Yifan        | Kamilla Rakhimova Viktoriya Tomova   | Elisabetta Cocciaretto Sara Sorribes Tormo Lucia Bronzetti Laura Siegemund |
| 27 mai 3 iun | French Open Paris, Franța Grand Slam Zgură – 24.961.000 € – 128S/64D/32X Simplu – Dublu – Mixt         | Iga Świątek 6–2, 6–1                             | Jasmine Paolini               | Coco Gauff Mirra Andreeva            | Markéta Vondroušová Ons Jabeur Elena Rîbakina Arina Sabalenka              |
| 27 mai 3 iun | French Open Paris, Franța Grand Slam Zgură – 24.961.000 € – 128S/64D/32X Simplu – Dublu – Mixt         | Coco Gauff Kateřina Siniaková 7–6(7–5), 6–3      | Sara Errani Jasmine Paolini   | Coco Gauff Mirra Andreeva            | Markéta Vondroušová Ons Jabeur Elena Rîbakina Arina Sabalenka              |
| 27 mai 3 iun | French Open Paris, Franța Grand Slam Zgură – 24.961.000 € – 128S/64D/32X Simplu – Dublu – Mixt         | Laura Siegemund Édouard Roger-Vasselin 6–4, 7–5  | Desirae Krawczyk Neal Skupski | Coco Gauff Mirra Andreeva            | Markéta Vondroušová Ons Jabeur Elena Rîbakina Arina Sabalenka              |

### Iunie
| Săptămâna | Turneu | Campioni                                                | Finaliști                           | Semifinaliști                             | Sfertfinaliști                                                       |
| --------- | --- | ------------------------------------------------------- | ----------------------------------- | ----------------------------------------- | -------------------------------------------------------------------- |
| 10 iun    | Libema Open Rosmalen, Țările de Jos WTA 250 Iarbă – 267.082 $ – 32S/24Q/16D Simplu – Dublu                 | Liudmila Samsonova 4–6, 6–3, 7–5                        | Bianca Andreescu                    | Dalma Gálfi E.Alexandrova                 | Aleksandra Krunić Naomi Osaka Robin Montgomery Greet Minnen          |
| 10 iun    | Libema Open Rosmalen, Țările de Jos WTA 250 Iarbă – 267.082 $ – 32S/24Q/16D Simplu – Dublu                 | Ingrid Neel Bibiane Schoofs 7–6(8–6), 6–3               | Tereza Mihalíková Olivia Nicholls   | Dalma Gálfi E.Alexandrova                 | Aleksandra Krunić Naomi Osaka Robin Montgomery Greet Minnen          |
| 10 iun    | Nottingham Open Nottingham, Marea Britanie WTA 250 Iarbă – 267.082 $ – 32S/24Q/16D Simplu – Dublu          | Katie Boulter 4–6, 6–3, 6–2                             | Karolína Plíšková                   | Diane Parry Emma Răducanu                 | Ons Jabeur Kimberly Birrell Magdalena Fręch Francesca Jones          |
| 10 iun    | Nottingham Open Nottingham, Marea Britanie WTA 250 Iarbă – 267.082 $ – 32S/24Q/16D Simplu – Dublu          | Gabriela Dabrowski Erin Routliffe 5–7, 6–3, [11–9]      | Harriet Dart Diane Parry            | Diane Parry Emma Răducanu                 | Ons Jabeur Kimberly Birrell Magdalena Fręch Francesca Jones          |
| 17 iun    | German Open Berlin, Germania WTA 500 Iarbă – 802.237 $ – 32S/24Q/16D Simplu – Dublu                        | Jessica Pegula 6–7(0–7), 6–4, 7–6(7–3)                  | Anna Kalinskaia                     | Coco Gauff Victoria Azarenka              | Ons Jabeur Kateřina Siniaková Elena Rîbakina Arina Sabalenka         |
| 17 iun    | German Open Berlin, Germania WTA 500 Iarbă – 802.237 $ – 32S/24Q/16D Simplu – Dublu                        | Wang Xinyu Zheng Saisai 6-2, 7-5                        | Chan Hao-ching Veronika Kudermetova | Coco Gauff Victoria Azarenka              | Ons Jabeur Kateřina Siniaková Elena Rîbakina Arina Sabalenka         |
| 17 iun    | Birmingham Classic Birmingham, Marea Britanie WTA 250 Iarbă – 267.082 $ – 32S/24Q/16D Simplu – Dublu       | Iulia Putințeva 6–1, 7–6(10–8)                          | Ajla Tomljanović                    | Elisabetta Cocciaretto Anastasia Potapova | Diana Shnaider Caroline Dolehide Leylah Fernandez Barbora Krejčíková |
| 17 iun    | Birmingham Classic Birmingham, Marea Britanie WTA 250 Iarbă – 267.082 $ – 32S/24Q/16D Simplu – Dublu       | Hsieh Su-wei Elise Mertens 6–1, 6–3                     | Miyu Kato Zhang Shuai               | Elisabetta Cocciaretto Anastasia Potapova | Diana Shnaider Caroline Dolehide Leylah Fernandez Barbora Krejčíková |
| 24 iun    | Eastbourne International Eastbourne, Marea Britanie WTA 500 Iarbă – 922.573 $ – 32S/24Q/16D Simplu – Dublu | Daria Kasatkina 6–3, 6–4                                | Leylah Fernandez                    | Madison Keys Jasmine Paolini              | Harriet Dart Karolína Muchová Katie Boulter Emma Răducanu            |
| 24 iun    | Eastbourne International Eastbourne, Marea Britanie WTA 500 Iarbă – 922.573 $ – 32S/24Q/16D Simplu – Dublu | Liudmila Kicenok Jeļena Ostapenko 5–7, 7–6(7–2), [10–8] | Gabriela Dabrowski Erin Routliffe   | Madison Keys Jasmine Paolini              | Harriet Dart Karolína Muchová Katie Boulter Emma Răducanu            |
| 24 iun    | Bad Homburg Open Bad Homburg, Germania WTA 500 Iarbă – 802.237 $ – 32S/24Q/16D Simplu – Dublu              | Diana Shnaider 6–3, 2–6, 6–3                            | Donna Vekić                         | Emma Navarro Viktoria Tomova              | Paula Badosa Caroline Wozniacki Anna Blinkova Kateřina Siniaková     |
| 24 iun    | Bad Homburg Open Bad Homburg, Germania WTA 500 Iarbă – 802.237 $ – 32S/24Q/16D Simplu – Dublu              | Nicole Melichar-Martinez Ellen Perez 4–6, 6–3, [10–8]   | Chan Hao-ching Veronika Kudermetova | Emma Navarro Viktoria Tomova              | Paula Badosa Caroline Wozniacki Anna Blinkova Kateřina Siniaková     |

### Iulie
| Săptămâna    | Turneu                                                                                                  | Campioni                                              | Finaliști                                 | Semifinaliști                                          | Sfertfinaliști                                                     |
| ------------ | --- | ----------------------------------------------------- | ----------------------------------------- | ------------------------------------------------------ | ------------------------------------------------------------------ |
| 1 iul 14 iul | Wimbledon Championships Londra, Marea Britanie Grand Slam Dură – $ – 128S/64D/32X Simplu – Dublu – Mixt | Barbora Krejčíková 6–2, 2–6, 6–4                      | Jasmine Paolini                           | Elena Rîbakina Donna Vekić                             | Jeļena Ostapenko Elina Svitolina Lulu Sun Emma Navarro             |
| 1 iul 14 iul | Wimbledon Championships Londra, Marea Britanie Grand Slam Dură – $ – 128S/64D/32X Simplu – Dublu – Mixt | Kateřina Siniaková Taylor Townsend 7–6(7–5), 7–6(7–1) | Gabriela Dabrowski Erin Routliffe         | Elena Rîbakina Donna Vekić                             | Jeļena Ostapenko Elina Svitolina Lulu Sun Emma Navarro             |
| 1 iul 14 iul | Wimbledon Championships Londra, Marea Britanie Grand Slam Dură – $ – 128S/64D/32X Simplu – Dublu – Mixt | Hsieh Su-wei Jan Zieliński 6–4, 6–2                   | Giuliana Olmos Santiago González          | Elena Rîbakina Donna Vekić                             | Jeļena Ostapenko Elina Svitolina Lulu Sun Emma Navarro             |
| 15 iul       | Palermo Ladies Open Palermo, Italia WTA 250 Zgură – 267.082 $ – 32S/24Q/16D Simplu – Dublu              | Zheng Qinwen 6–4, 4–6, 6–2                            | Karolína Muchová                          | Diane Parry Irina-Camelia Begu                         | Jaqueline Cristian Chloé Paquet Ann Li Astra Sharma                |
| 15 iul       | Palermo Ladies Open Palermo, Italia WTA 250 Zgură – 267.082 $ – 32S/24Q/16D Simplu – Dublu              | Alexandra Panova Yana Sizikova 4–6, 6–3, [10–5]       | Yvonne Cavallé Reimers Aurora Zantedeschi | Diane Parry Irina-Camelia Begu                         | Jaqueline Cristian Chloé Paquet Ann Li Astra Sharma                |
| 15 iul       | Budapest Grand Prix Budapesta, Ungaria WTA 250 Zgură – 267.082 $ – 32S/24Q/16D Simplu – Dublu           | Diana Shnaider 6–4, 6–4                               | Aliaksandra Sasnovici                     | Eva Lys Anna Karolína Schmiedlová                      | Ella Seidel Rebecca Šramková Elina Avanesyan Suzan Lamens          |
| 15 iul       | Budapest Grand Prix Budapesta, Ungaria WTA 250 Zgură – 267.082 $ – 32S/24Q/16D Simplu – Dublu           | Katarzyna Piter Fanny Stollár 6–3, 3–6, [10–3]        | Anna Danilina Irina Khromacheva           | Eva Lys Anna Karolína Schmiedlová                      | Ella Seidel Rebecca Šramková Elina Avanesyan Suzan Lamens          |
| 22 iul       | Iași Open Iași, România WTA 250 Zgură – 267.082 $ – 32S/24Q/16D Simplu – Dublu                          | Mirra Andreeva 5–7, 7–5, 4–0 ret.                     | Elina Avanesyan                           | Olga Danilović Chloé Paquet                            | Lea Bošković Anna Bondár Jaqueline Cristian Séléna Janicijevic     |
| 22 iul       | Iași Open Iași, România WTA 250 Zgură – 267.082 $ – 32S/24Q/16D Simplu – Dublu                          | Anna Danilina Irina Khromacheva 6–4, 6–2              | Alexandra Panova Yana Sizikova            | Olga Danilović Chloé Paquet                            | Lea Bošković Anna Bondár Jaqueline Cristian Séléna Janicijevic     |
| 22 iul       | Praga Open Praga, Republica Cehă WTA 250 Dură – 267.082 $ – 32S/24Q/16D Simplu – Dublu                  | Magda Linette 6–2, 6–1                                | Magdalena Fręch                           | Linda Nosková Laura Samson                             | Ella Seidel Viktoriya Tomova Anhelina Kalinina Oksana Selekhmeteva |
| 22 iul       | Praga Open Praga, Republica Cehă WTA 250 Dură – 267.082 $ – 32S/24Q/16D Simplu – Dublu                  | Barbora Krejčíková Kateřina Siniaková 6–3, 6–3        | Bethanie Mattek-Sands Lucie Šafářová      | Linda Nosková Laura Samson                             | Ella Seidel Viktoriya Tomova Anhelina Kalinina Oksana Selekhmeteva |
| 29 iul       | Jocurile Olimpice Paris, Franța Zgură – $ – 64S/32D/16X Simplu – Dublu – Mixt                           | Aur                                                   | Argint                                    | Bronz                                                  | Locul patru                                                        |
| 29 iul       | Jocurile Olimpice Paris, Franța Zgură – $ – 64S/32D/16X Simplu – Dublu – Mixt                           | Zheng Qinwen 6–2, 6–3                                 | Donna Vekić                               | Iga Świątek 6–2, 6–1                                   | Anna Karolína Schmiedlová                                          |
| 29 iul       | Jocurile Olimpice Paris, Franța Zgură – $ – 64S/32D/16X Simplu – Dublu – Mixt                           | Sara Errani Jasmine Paolini 2–6, 6–1, [10–7]          | Mirra Andreeva Diana Shnaider             | Cristina Bucșa Sara Sorribes Tormo 6–2, 6–2            | Karolína Muchová Linda Nosková                                     |
| 29 iul       | Jocurile Olimpice Paris, Franța Zgură – $ – 64S/32D/16X Simplu – Dublu – Mixt                           | Kateřina Siniaková Tomáš Macháč 6–2, 5–7, [10–8]      | Wang Xinyu Zhang Zhizhen                  | Gabriela Dabrowski Félix Auger-Aliassime 6–3, 7–6(7–2) | Demi Schuurs Wesley Koolhof                                        |
| 29 iul       | Washington Open Washington DC, Statele Unite WTA 500 Dură – 922.573 $ – 32S/24Q/16D Simplu – Dublu      | Paula Badosa 6–1, 4–6, 6–4                            | Marie Bouzková                            | Arina Sabalenka Caroline Dolehide                      | Victoria Azarenka Robin Montgomery Emma Răducanu Amanda Anisimova  |
| 29 iul       | Washington Open Washington DC, Statele Unite WTA 500 Dură – 922.573 $ – 32S/24Q/16D Simplu – Dublu      | Asia Muhammad Taylor Townsend 7–6(7–0), 6–3           | Jiang Xinyu Wu Fang-hsien                 | Arina Sabalenka Caroline Dolehide                      | Victoria Azarenka Robin Montgomery Emma Răducanu Amanda Anisimova  |

### August
| Săptămâna     | Turneu | Campioni                                                 | Finaliști                         | Semifinaliști                         | Sfertfinaliști                                                     |
| ------------- | --- | -------------------------------------------------------- | --------------------------------- | ------------------------------------- | ------------------------------------------------------------------ |
| 5 aug         | Canadian Open Toronto, Canada WTA 1000 Dură – 3.211.715 $ – 56S/32Q/24D Simplu – Dublu                     | Jessica Pegula 6–3, 2–6, 6–1                             | Amanda Anisimova                  | Diana Shnaider Emma Navarro           | Liudmila Samsonova Peyton Stearns Taylor Townsend Arina Sabalenka  |
| 5 aug         | Canadian Open Toronto, Canada WTA 1000 Dură – 3.211.715 $ – 56S/32Q/24D Simplu – Dublu                     | Caroline Dolehide Desirae Krawczyk 7–6(7–2), 3–6, [10–7] | Gabriela Dabrowski Erin Routliffe | Diana Shnaider Emma Navarro           | Liudmila Samsonova Peyton Stearns Taylor Townsend Arina Sabalenka  |
| 12 aug        | Western & Southern Open Cincinnati, Statele Unite WTA 1000 Dură – 3.211.715 $ – 56S/32Q/24D Simplu – Dublu | Arina Sabalenka 6–3, 7–5                                 | Jessica Pegula                    | Iga Świątek Paula Badosa              | Mirra Andreeva Liudmila Samsonova Leylah Fernandez A Pavliucenkova |
| 12 aug        | Western & Southern Open Cincinnati, Statele Unite WTA 1000 Dură – 3.211.715 $ – 56S/32Q/24D Simplu – Dublu | Asia Muhammad Erin Routliffe 3–6, 6–1, [10–4]            | Leylah Fernandez Iulia Putințeva  | Iga Świątek Paula Badosa              | Mirra Andreeva Liudmila Samsonova Leylah Fernandez A Pavliucenkova |
| 19 aug        | Monterrey Open Monterrey, Mexic WTA 500 Dură – 922.573 $ – 32S/24Q/16D Simplu – Dublu                      | Linda Nosková 7–6(8–6), 6–4                              | Lulu Sun                          | Ekaterina Alexandrova Emma Navarro    | Erika Andreeva Yuan Yue Elina Svitolina Magdalena Fręch            |
| 19 aug        | Monterrey Open Monterrey, Mexic WTA 500 Dură – 922.573 $ – 32S/24Q/16D Simplu – Dublu                      | Guo Hanyu Monica Niculescu 3–6, 6–3, [10–4]              | Giuliana Olmos Alexandra Panova   | Ekaterina Alexandrova Emma Navarro    | Erika Andreeva Yuan Yue Elina Svitolina Magdalena Fręch            |
| 19 aug        | Tennis in the Land, Cleveland, Statele Unite WTA 250 Dură – 267.082 $ – 32S/24Q/16D Simplu – Dublu         | McCartney Kessler 1–6, 6–1, 7–5                          | Beatriz Haddad Maia               | Kateřina Siniaková Anastasia Potapova | Clara Burel Peyton Stearns Arantxa Rus Ana Bogdan                  |
| 19 aug        | Tennis in the Land, Cleveland, Statele Unite WTA 250 Dură – 267.082 $ – 32S/24Q/16D Simplu – Dublu         | Cristina Bucșa Xu Yifan 3–6, 6–3, [10–6]                 | Shuko Aoyama Eri Hozumi           | Kateřina Siniaková Anastasia Potapova | Clara Burel Peyton Stearns Arantxa Rus Ana Bogdan                  |
| 26 aug 2 sept | US Open New York, Statele Unite Grand Slam Dură – 33.977.000 $ – 128S/64D/32X Simplu – Dublu – Mixt        | Arina Sabalenka 7–5, 7–5                                 | Jessica Pegula                    | Karolína Muchová Emma Navarro         | Iga Świątek Beatriz Haddad Maia Paula Badosa Zheng Qinwen          |
| 26 aug 2 sept | US Open New York, Statele Unite Grand Slam Dură – 33.977.000 $ – 128S/64D/32X Simplu – Dublu – Mixt        | Liudmila Kicenok Jeļena Ostapenko 6–4, 6–3               | Kristina Mladenovic Zhang Shuai   | Karolína Muchová Emma Navarro         | Iga Świątek Beatriz Haddad Maia Paula Badosa Zheng Qinwen          |
| 26 aug 2 sept | US Open New York, Statele Unite Grand Slam Dură – 33.977.000 $ – 128S/64D/32X Simplu – Dublu – Mixt        | Sara Errani Andrea Vavassori 7–6(7–0), 7–5               | Taylor Townsend Donald Young      | Karolína Muchová Emma Navarro         | Iga Świątek Beatriz Haddad Maia Paula Badosa Zheng Qinwen          |

### Septembrie
| Săptămâna    | Turneu                                                                                    | Campioni                                             | Finaliști                             | Semifinaliști                       | Sfertfinaliști                                                       |
| ------------ | ----------------------------------------------------------------------------------------- | ---------------------------------------------------- | ------------------------------------- | ----------------------------------- | -------------------------------------------------------------------- |
| 9 sep        | Guadalajara Open Guadalajara, Mexic WTA 500 Dură – 922.573 $ – 32S/24Q/16D Simplu – Dublu | Magdalena Fręch 7–6(7–5), 6–4                        | Olivia Gadecki                        | Caroline Garcia Camila Osorio       | Marina Stakusic Marie Bouzková Kamilla Rakhimova Martina Trevisan    |
| 9 sep        | Guadalajara Open Guadalajara, Mexic WTA 500 Dură – 922.573 $ – 32S/24Q/16D Simplu – Dublu | Anna Danilina Irina Khromacheva 2–6, 7–5, [10–7]     | Oksana Kalashnikova Kamilla Rakhimova | Caroline Garcia Camila Osorio       | Marina Stakusic Marie Bouzková Kamilla Rakhimova Martina Trevisan    |
| 9 sep        | Jasmin Open Monastir, Tunisia WTA 250 Dură – 267.082 $ – 32S/24Q/16D Simplu – Dublu       | Sonay Kartal 6–3, 7–5                                | Rebecca Šramková                      | Eva Lys Lucia Bronzetti             | Zeynep Sönmez Yuliia Starodubtseva Antonia Ružić Sara Sorribes Tormo |
| 9 sep        | Jasmin Open Monastir, Tunisia WTA 250 Dură – 267.082 $ – 32S/24Q/16D Simplu – Dublu       | Anna Blinkova Mayar Sherif 2–6, 6–1, [10–8]          | Alina Korneeva Anastasia Zakharova    | Eva Lys Lucia Bronzetti             | Zeynep Sönmez Yuliia Starodubtseva Antonia Ružić Sara Sorribes Tormo |
| 16 sep       | Korea Open Seul, Coreea de Sud WTA 500 Dură – 922.573 $ – 32S/24Q/16D Simplu – Dublu      | Beatriz Haddad Maia 1–6, 6–4, 6–1                    | Daria Kasatkina                       | Diana Shnaider Veronika Kudermetova | Emma Răducanu Marta Kostiuk Polina Kudermetova Viktoria Tomova       |
| 16 sep       | Korea Open Seul, Coreea de Sud WTA 500 Dură – 922.573 $ – 32S/24Q/16D Simplu – Dublu      | Nicole Melichar-Martinez Liudmila Samsonova 6–1, 6–0 | Miyu Kato Zhang Shuai                 | Diana Shnaider Veronika Kudermetova | Emma Răducanu Marta Kostiuk Polina Kudermetova Viktoria Tomova       |
| 16 sep       | Thailanda Open 2 Hua Hin, Thailanda WTA 250 Hard – 267.082 $ – 32S/24Q/16D Simplu – Dublu | Rebecca Šramková 6–4, 6–4                            | Laura Siegemund                       | Arianne Hartono Tamara Zidanšek     | Mai Hontama Rebeka Masarova Jana Fett Nadia Podoroska                |
| 16 sep       | Thailanda Open 2 Hua Hin, Thailanda WTA 250 Hard – 267.082 $ – 32S/24Q/16D Simplu – Dublu | Anna Danilina Irina Khromacheva 6–4, 7–5             | Eudice Chong Moyuka Uchijima          | Arianne Hartono Tamara Zidanšek     | Mai Hontama Rebeka Masarova Jana Fett Nadia Podoroska                |
| 25 sep 6 oct | China Open Beijing, China WTA 1000 Dură – 8.955.610 $ – 64S/24Q/28D Simplu – Dublu        | Coco Gauff 6–1, 6–3                                  | Karolína Muchová                      | Zheng Qinwen Paula Badosa           | Arina Sabalenka Mirra Andreeva Yuliia Starodubtseva Zhang Shuai      |
| 25 sep 6 oct | China Open Beijing, China WTA 1000 Dură – 8.955.610 $ – 64S/24Q/28D Simplu – Dublu        | Sara Errani Jasmine Paolini 6–4, 6–4                 | Chan Hao-ching Veronika Kudermetova   | Zheng Qinwen Paula Badosa           | Arina Sabalenka Mirra Andreeva Yuliia Starodubtseva Zhang Shuai      |

### Octombrie
| Săptămâna | Turneu                                                                                  | Campioni                                        | Finaliști                            | Semifinaliști                      | Sfertfinaliști                                                         |
| --------- | --------------------------------------------------------------------------------------- | ----------------------------------------------- | ------------------------------------ | ---------------------------------- | ---------------------------------------------------------------------- |
| 7 oct     | Wuhan Open Wuhan, China WTA 1000 Dură – 3.221.715 $ – 56S/24Q/28D Simplu – Dublu        | Arina Sabalenka 6–3, 5–7, 6–3                   | Zheng Qinwen                         | Coco Gauff Wang Xinyu              | Magdalena Fręch Magda Linette Jasmine Paolini Ekaterina Alexandrova    |
| 7 oct     | Wuhan Open Wuhan, China WTA 1000 Dură – 3.221.715 $ – 56S/24Q/28D Simplu – Dublu        | Anna Danilina Irina Khromacheva 6–3, 7–6(8–6)   | Asia Muhammad Jessica Pegula         | Coco Gauff Wang Xinyu              | Magdalena Fręch Magda Linette Jasmine Paolini Ekaterina Alexandrova    |
| 14 oct    | Ningbo Open Ningbo, China WTA 500 Dură – 922.573 $ – 32S/24Q/16D Simplu – Dublu         | Daria Kasatkina 6–0, 4–6, 6–4                   | Mirra Andreeva                       | Paula Badosa Karolína Muchová      | Beatriz Haddad Maia Iulia Putințeva Barbora Krejčíková Anna Kalinskaia |
| 14 oct    | Ningbo Open Ningbo, China WTA 500 Dură – 922.573 $ – 32S/24Q/16D Simplu – Dublu         | Demi Schuurs Yuan Yue 6–3, 6–3                  | Nicole Melichar-Martinez Ellen Perez | Paula Badosa Karolína Muchová      | Beatriz Haddad Maia Iulia Putințeva Barbora Krejčíková Anna Kalinskaia |
| 14 oct    | Japan Women's Open Osaka, Japonia WTA 250 Dură – 267.082 $ – 32S/24Q/16D Simplu – Dublu | Suzan Lamens 6–0, 6–4                           | Kimberly Birrell                     | Aoi Ito Diane Parry                | Eva Lys Sara Saito Ana Bogdan Clara Tauson                             |
| 14 oct    | Japan Women's Open Osaka, Japonia WTA 250 Dură – 267.082 $ – 32S/24Q/16D Simplu – Dublu | Ena Shibahara Laura Siegemund 3–6, 6–2, [10–2]  | Cristina Bucșa Monica Niculescu      | Aoi Ito Diane Parry                | Eva Lys Sara Saito Ana Bogdan Clara Tauson                             |
| 21 oct    | Pan Pacific Open Tokyo, Japonia WTA 500 Dură – 922.573 $ – 32S/24Q/16D Simplu – Dublu   | Zheng Qinwen 7–6(7–5), 6–3                      | Sofia Kenin                          | Diana Shnaider Katie Boulter       | Leylah Fernandez Sayaka Ishii Daria Kasatkina Bianca Andreescu         |
| 21 oct    | Pan Pacific Open Tokyo, Japonia WTA 500 Dură – 922.573 $ – 32S/24Q/16D Simplu – Dublu   | Shuko Aoyama Eri Hozumi 6–4, 7–6(7–3)           | Ena Shibahara Laura Siegemund        | Diana Shnaider Katie Boulter       | Leylah Fernandez Sayaka Ishii Daria Kasatkina Bianca Andreescu         |
| 21 oct    | Guangzhou Open Guangzhou, China WTA 250 Dură – 267.082 $ – 32S/24Q/16D Simplu – Dublu   | Olga Danilović 6–3, 6–1                         | Caroline Dolehide                    | Kateřina Siniaková Lucia Bronzetti | Bernarda Pera M Sawangkaew Wang Xiyu Jéssica Maneiro                   |
| 21 oct    | Guangzhou Open Guangzhou, China WTA 250 Dură – 267.082 $ – 32S/24Q/16D Simplu – Dublu   | Kateřina Siniaková Zhang Shuai 6–4, 6–1         | Katarzyna Piter Fanny Stollár        | Kateřina Siniaková Lucia Bronzetti | Bernarda Pera M Sawangkaew Wang Xiyu Jéssica Maneiro                   |
| 28 oct    | Jiangxi Open Jiujiang, China WTA 250 Dură – 267.082 $ – 32S/24Q/16D Simplu – Dublu      | Viktorija Golubic 6–3, 7–5                      | Rebecca Šramková                     | Marie Bouzková Laura Siegemund     | Kamilla Rakhimova Arantxa Rus Mananchaya Sawangkaew Martina Trevisan   |
| 28 oct    | Jiangxi Open Jiujiang, China WTA 250 Dură – 267.082 $ – 32S/24Q/16D Simplu – Dublu      | Guo Hanyu Moyuka Uchijima 7–6(7–5), 7–5         | Katarzyna Piter Fanny Stollár        | Marie Bouzková Laura Siegemund     | Kamilla Rakhimova Arantxa Rus Mananchaya Sawangkaew Martina Trevisan   |
| 28 oct    | Mérida Open Merida, Mexic WTA 250 Dură – 267.082 $ – 32S/24Q/16D Simplu – Dublu         | Zeynep Sönmez 6–2, 6–1                          | Ann Li                               | Alina Korneeva Polina Kudermetova  | Renata Zarazúa Sara Sorribes Tormo Jil Teichmann Nina Stojanović       |
| 28 oct    | Mérida Open Merida, Mexic WTA 250 Dură – 267.082 $ – 32S/24Q/16D Simplu – Dublu         | Quinn Gleason Ingrid Martins 6–4, 6–4           | Magali Kempen Lara Salden            | Alina Korneeva Polina Kudermetova  | Renata Zarazúa Sara Sorribes Tormo Jil Teichmann Nina Stojanović       |
| 28 oct    | Hong Kong Open Hong Kong, China WTA 250 Dură – 267.082 $ – 32S/24Q/16D Simplu – Dublu   | Diana Shnaider 6–1, 6–2                         | Katie Boulter                        | Leylah Fernandez Yuan Yue          | Suzan Lamens · Bernarda Pera · Sofia Kenin · Anastasia Zakharova       |
| 28 oct    | Hong Kong Open Hong Kong, China WTA 250 Dură – 267.082 $ – 32S/24Q/16D Simplu – Dublu   | Ulrikke Eikeri Makoto Ninomiya 6–4, 4–6, [11–9] | Shuko Aoyama Eri Hozumi              | Leylah Fernandez Yuan Yue          | Suzan Lamens · Bernarda Pera · Sofia Kenin · Anastasia Zakharova       |

### Noiembrie
| Săptămâna | Turneu                                                                                     | Campioni                                   | Finaliști                          | Semifinaliști                      | Sfertfinaliști                                                                        |
| --------- | ------------------------------------------------------------------------------------------ | ------------------------------------------ | ---------------------------------- | ---------------------------------- | ------------------------------------------------------------------------------------- |
| 4 nov     | WTA Finals Riad, Arabia Saudită Year-end championships 15.250.000 $ – 8S/8D Simplu – Dublu | Coco Gauff 3–6, 6–4, 7–6(7–2)              | Zheng Qinwen                       | Arina Sabalenka Barbora Krejčíková | Round robin Jasmine Paolini Elena Rybakina Iga Świątek Daria Kasatkina Jessica Pegula |
| 4 nov     | WTA Finals Riad, Arabia Saudită Year-end championships 15.250.000 $ – 8S/8D Simplu – Dublu | Gabriela Dabrowski Erin Routliffe 7–5, 6–3 | Kateřina Siniaková Taylor Townsend | Arina Sabalenka Barbora Krejčíková | Round robin Jasmine Paolini Elena Rybakina Iga Świątek Daria Kasatkina Jessica Pegula |
| 11 nov    | Turneul final al Cupei Billie Jean King Sevilia, Spania Dură (i) – 12 echipe               | Italia 2–0                                 | Slovacia                           | Regatul Unit Polonia               | Canada Australia Cehia Japonia                                                        |

## Informații statistice
Aceste tabele prezintă numărul de titluri de simplu (S), dublu (D) și dublu mixt (X) câștigate de fiecare jucătoare și fiecare țară în timpul sezonului, în cadrul tuturor categoriilor de turnee ale turneului WTA 2023: turneele de Grand Slam, Turneul Campionelor, WTA Elite Trophy, WTA Premier tournaments  (WTA 1000 și WTA 500) și WTA 250. Jucătorele/țările sunt sortate după:
1. Numărul total de titluri (un titlu de dublu câștigat de doi jucători care reprezintă aceeași țară reprezintă o singură victorie pentru țară);
2. Importanța cumulată a acestor titluri (o victorie de Grand Slam egal cu două victorii WTA 1000, o victorie la Finală WTA egală cu o victorie și jumătate WTA 1000, o victorie  WTA 1000 egală cu două victorii de WTA 500, o victorie WTA 500 egală cu două victorii WTA 250);
3. Ierarhie simplu > dublu > dublu mixt;
4. Ordine alfabetică (după numele de familie a jucătoarei).

### Legendă
| Turnee de Grand Slam |
| Jocurile Olimpice    |
| Turneul Campioanelor |
| WTA 1000             |
| WTA 500              |
| WTA 250              |

### Titluri câștigate per jucător
| Total | Jucătoare                      | Grand Slam | Grand Slam | Grand Slam | Jocurile Olimpice | Jocurile Olimpice | Jocurile Olimpice | Finala WTA | Finala WTA | WTA 1000 | WTA 1000 | WTA 500 | WTA 500 | WTA 250 | WTA 250 | Total | Total | Total |
| Total | Jucătoare                      | S          | D          | X          | S                 | D                 | X                 | S          | D          | S        | D        | S       | D       | S       | D       | S     | D     | X     |
| ----- | ------------------------------ | ---------- | ---------- | ---------- | ----------------- | ----------------- | ----------------- | ---------- | ---------- | -------- | -------- | ------- | ------- | ------- | ------- | ----- | ----- | ----- |
| 6     | Kateřina Siniaková (CZE)       |            | ●          |            |                   |                   | ●                 |            |            |          | ●        |         |         |         | ●       | 0     | 5     | 1     |
| 6     | Irina Khromacheva              |            |            |            |                   |                   |                   |            |            |          | ●        |         | ●       |         | ●       | 0     | 6     | 0     |
| 5     | Hsieh Su-wei (TPE)             |            | ●          | ●          |                   |                   |                   |            |            |          | ●        |         |         |         | ●       | 0     | 3     | 2     |
| 5     | Sara Errani (ITA)              |            |            | ●          |                   | ●                 |                   |            |            |          | ●        |         | ●       |         |         | 0     | 4     | 1     |
| 5     | Iga Świątek (POL)              | ●          |            |            |                   |                   |                   |            |            | ●        |          |         |         |         |         | 5     | 0     | 0     |
| 5     | Jasmine Paolini (ITA)          |            |            |            |                   | ●                 |                   |            |            | ●        | ●        |         | ●       |         |         | 1     | 4     | 0     |
| 5     | Jeļena Ostapenko (LAT)         |            | ●          |            |                   |                   |                   |            |            |          |          | ●       | ●       |         |         | 2     | 3     | 0     |
| 4     | Cristina Bucșa (ESP)           |            |            |            |                   |                   |                   |            |            |          | ●        |         | ●       |         | ●       | 0     | 4     | 0     |
| 4     | Diana Shnaider                 |            |            |            |                   |                   |                   |            |            |          |          | ●       |         | ●       |         | 4     | 0     | 0     |
| 5     | Anna Danilina (KAZ)            |            |            |            |                   |                   |                   |            |            |          | ●        |         | ●       |         | ●       | 0     | 5     | 0     |
| 4     | Arina Sabalenka                | ●          |            |            |                   |                   |                   |            |            | ●        |          |         |         |         |         | 4     | 0     | 0     |
| 4     | Coco Gauff (USA)               |            | ●          |            |                   |                   |                   | ●          |            | ●        |          |         |         | ●       |         | 3     | 1     | 0     |
| 3     | Elise Mertens (BEL)            |            | ●          |            |                   |                   |                   |            |            |          | ●        |         |         |         | ●       | 0     | 3     | 0     |
| 3     | Liudmila Kicenok (UKR)         |            | ●          |            |                   |                   |                   |            |            |          |          |         | ●       |         |         | 0     | 3     | 0     |
| 3     | Taylor Townsend (USA)          |            | ●          |            |                   |                   |                   |            |            |          |          |         | ●       |         |         | 0     | 3     | 0     |
| 3     | Zheng Qinwen (CHN)             |            |            |            | ●                 |                   |                   |            |            |          |          | ●       |         | ●       |         | 3     | 0     | 0     |
| 3     | Erin Routliffe (NZL)           |            |            |            |                   |                   |                   |            | ●          |          | ●        |         |         |         | ●       | 0     | 3     | 0     |
| 3     | Asia Muhammad (USA)            |            |            |            |                   |                   |                   |            |            |          | ●        |         | ●       |         | ●       | 0     | 3     | 0     |
| 3     | Elena Rîbakina (KAZ)           |            |            |            |                   |                   |                   |            |            |          |          | ●       |         |         |         | 3     | 0     | 0     |
| 3     | Nicole Melichar-Martinez (USA) |            |            |            |                   |                   |                   |            |            |          |          |         | ●       |         |         | 0     | 3     | 0     |
| 2     | Barbora Krejčíková (CZE)       | ●          |            |            |                   |                   |                   |            |            |          |          |         |         |         | ●       | 1     | 1     | 0     |
| 2     | Laura Siegemund (GER)          |            |            | ●          |                   |                   |                   |            |            |          |          |         |         |         | ●       | 0     | 1     | 1     |
| 2     | Gabriela Dabrowski (CAN)       |            |            |            |                   |                   |                   |            | ●          |          |          |         |         |         | ●       | 0     | 2     | 0     |
| 2     | Danielle Collins (USA)         |            |            |            |                   |                   |                   |            |            | ●        |          | ●       |         |         |         | 2     | 0     | 0     |
| 2     | Jessica Pegula (USA)           |            |            |            |                   |                   |                   |            |            | ●        |          | ●       |         |         |         | 2     | 0     | 0     |
| 2     | Sofia Kenin (USA)              |            |            |            |                   |                   |                   |            |            |          | ●        |         | ●       |         |         | 0     | 2     | 0     |
| 2     | Bethanie Mattek-Sands (USA)    |            |            |            |                   |                   |                   |            |            |          | ●        |         | ●       |         |         | 0     | 2     | 0     |
| 2     | Demi Schuurs (NED)             |            |            |            |                   |                   |                   |            |            |          | ●        |         | ●       |         |         | 0     | 2     | 0     |
| 2     | Daria Kasatkina                |            |            |            |                   |                   |                   |            |            |          |          | ●       |         |         |         | 2     | 0     | 0     |
| 2     | Beatriz Haddad Maia (BRA)      |            |            |            |                   |                   |                   |            |            |          |          | ●       | ●       |         |         | 1     | 1     | 0     |
| 2     | Monica Niculescu (ROU)         |            |            |            |                   |                   |                   |            |            |          |          |         | ●       |         |         | 0     | 2     | 0     |
| 2     | Ellen Perez (AUS)              |            |            |            |                   |                   |                   |            |            |          |          |         | ●       |         |         | 0     | 2     | 0     |
| 2     | Katie Boulter (GBR)            |            |            |            |                   |                   |                   |            |            |          |          | ●       |         | ●       |         | 2     | 0     | 0     |
| 2     | Liudmila Samsonova             |            |            |            |                   |                   |                   |            |            |          |          |         | ●       | ●       |         | 1     | 1     | 0     |
| 2     | Sloane Stephens (USA)          |            |            |            |                   |                   |                   |            |            |          |          |         | ●       | ●       |         | 1     | 1     | 0     |
| 2     | Yuan Yue (CHN)                 |            |            |            |                   |                   |                   |            |            |          |          |         | ●       | ●       |         | 1     | 1     | 0     |
| 2     | Chan Hao-ching (TPE)           |            |            |            |                   |                   |                   |            |            |          |          |         | ●       |         | ●       | 0     | 2     | 0     |
| 2     | Guo Hanyu (CHN)                |            |            |            |                   |                   |                   |            |            |          |          |         | ●       |         | ●       | 0     | 2     | 0     |
| 2     | Yana Sizikova                  |            |            |            |                   |                   |                   |            |            |          |          |         |         |         | ●       | 0     | 2     | 0     |
| 1     | Caroline Dolehide (USA)        |            |            |            |                   |                   |                   |            |            |          | ●        |         |         |         |         | 0     | 1     | 0     |
| 1     | Storm Hunter (AUS)             |            |            |            |                   |                   |                   |            |            |          | ●        |         |         |         |         | 0     | 1     | 0     |
| 1     | Desirae Krawczyk (USA)         |            |            |            |                   |                   |                   |            |            |          | ●        |         |         |         |         | 0     | 1     | 0     |
| 1     | Sara Sorribes Tormo (ESP)      |            |            |            |                   |                   |                   |            |            |          | ●        |         |         |         |         | 0     | 1     | 0     |
| 1     | Luisa Stefani (BRA)            |            |            |            |                   |                   |                   |            |            |          | ●        |         |         |         |         | 0     | 1     | 0     |
| 1     | Paula Badosa (ESP)             |            |            |            |                   |                   |                   |            |            |          |          | ●       |         |         |         | 1     | 0     | 0     |
| 1     | Magdalena Fręch (POL)          |            |            |            |                   |                   |                   |            |            |          |          | ●       |         |         |         | 1     | 0     | 0     |
| 1     | Madison Keys (USA)             |            |            |            |                   |                   |                   |            |            |          |          | ●       |         |         |         | 1     | 0     | 0     |
| 1     | Linda Nosková (CZE)            |            |            |            |                   |                   |                   |            |            |          |          | ●       |         |         |         | 1     | 0     | 0     |
| 1     | Shuko Aoyama (JPN)             |            |            |            |                   |                   |                   |            |            |          |          |         | ●       |         |         | 0     | 1     | 0     |
| 1     | Eri Hozumi (JPN)               |            |            |            |                   |                   |                   |            |            |          |          |         | ●       |         |         | 0     | 1     | 0     |
| 1     | Ashlyn Krueger (USA)           |            |            |            |                   |                   |                   |            |            |          |          |         | ●       |         |         | 0     | 1     | 0     |
| 1     | Veronika Kudermetova           |            |            |            |                   |                   |                   |            |            |          |          |         | ●       |         |         | 0     | 1     | 0     |
| 1     | Wang Xinyu (CHN)               |            |            |            |                   |                   |                   |            |            |          |          |         | ●       |         |         | 0     | 1     | 0     |
| 1     | Zheng Saisai (CHN)             |            |            |            |                   |                   |                   |            |            |          |          |         | ●       |         |         | 0     | 1     | 0     |
| 1     | Mirra Andreeva                 |            |            |            |                   |                   |                   |            |            |          |          |         |         | ●       |         | 1     | 0     | 0     |
| 1     | Olga Danilović (SRB)           |            |            |            |                   |                   |                   |            |            |          |          |         |         | ●       |         | 1     | 0     | 0     |
| 1     | Viktorija Golubic (SUI)        |            |            |            |                   |                   |                   |            |            |          |          |         |         | ●       |         | 1     | 0     | 0     |
| 1     | McCartney Kessler (USA)        |            |            |            |                   |                   |                   |            |            |          |          |         |         | ●       |         | 1     | 0     | 0     |
| 1     | Suzan Lamens (NED)             |            |            |            |                   |                   |                   |            |            |          |          |         |         | ●       |         | 1     | 0     | 0     |
| 1     | Magda Linette (POL)            |            |            |            |                   |                   |                   |            |            |          |          |         |         | ●       |         | 1     | 0     | 0     |
| 1     | Emma Navarro (USA)             |            |            |            |                   |                   |                   |            |            |          |          |         |         | ●       |         | 1     | 0     | 0     |
| 1     | Camila Osorio (COL)            |            |            |            |                   |                   |                   |            |            |          |          |         |         | ●       |         | 1     | 0     | 0     |
| 1     | Karolína Plíšková (CZE)        |            |            |            |                   |                   |                   |            |            |          |          |         |         | ●       |         | 1     | 0     | 0     |
| 1     | Iulia Putințeva (KAZ)          |            |            |            |                   |                   |                   |            |            |          |          |         |         | ●       |         | 1     | 0     | 0     |
| 1     | Zeynep Sönmez (TUR)            |            |            |            |                   |                   |                   |            |            |          |          |         |         | ●       |         | 1     | 0     | 0     |
| 1     | Rebecca Šramková (SVK)         |            |            |            |                   |                   |                   |            |            |          |          |         |         | ●       |         | 1     | 0     | 0     |
| 1     | Peyton Stearns (USA)           |            |            |            |                   |                   |                   |            |            |          |          |         |         | ●       |         | 1     | 0     | 0     |
| 1     | Tímea Babos (HUN)              |            |            |            |                   |                   |                   |            |            |          |          |         |         |         | ●       | 0     | 1     | 0     |
| 1     | Ulrikke Eikeri (NOR)           |            |            |            |                   |                   |                   |            |            |          |          |         |         |         | ●       | 0     | 1     | 0     |
| 1     | Olivia Gadecki (AUS)           |            |            |            |                   |                   |                   |            |            |          |          |         |         |         | ●       | 0     | 1     | 0     |
| 1     | Quinn Gleason (USA)            |            |            |            |                   |                   |                   |            |            |          |          |         |         |         | ●       | 0     | 1     | 0     |
| 1     | Viktória Hrunčáková (SVK)      |            |            |            |                   |                   |                   |            |            |          |          |         |         |         | ●       | 0     | 1     | 0     |
| 1     | Miyu Kato (JPN)                |            |            |            |                   |                   |                   |            |            |          |          |         |         |         | ●       | 0     | 1     | 0     |
| 1     | Ingrid Martins (BRA)           |            |            |            |                   |                   |                   |            |            |          |          |         |         |         | ●       | 0     | 1     | 0     |
| 1     | Caty McNally (USA)             |            |            |            |                   |                   |                   |            |            |          |          |         |         |         | ●       | 0     | 1     | 0     |
| 1     | Ingrid Neel (EST)              |            |            |            |                   |                   |                   |            |            |          |          |         |         |         | ●       | 0     | 1     | 0     |
| 1     | Olivia Nicholls (GBR)          |            |            |            |                   |                   |                   |            |            |          |          |         |         |         | ●       | 0     | 1     | 0     |
| 1     | Makoto Ninomiya (JPN)          |            |            |            |                   |                   |                   |            |            |          |          |         |         |         | ●       | 0     | 1     | 0     |
| 1     | Giuliana Olmos (MEX)           |            |            |            |                   |                   |                   |            |            |          |          |         |         |         | ●       | 0     | 1     | 0     |
| 1     | Alexandra Panova               |            |            |            |                   |                   |                   |            |            |          |          |         |         |         | ●       | 0     | 1     | 0     |
| 1     | Katarzyna Piter (POL)          |            |            |            |                   |                   |                   |            |            |          |          |         |         |         | ●       | 0     | 1     | 0     |
| 1     | Kamilla Rakhimova              |            |            |            |                   |                   |                   |            |            |          |          |         |         |         | ●       | 0     | 1     | 0     |
| 1     | Bibiane Schoofs (NED)          |            |            |            |                   |                   |                   |            |            |          |          |         |         |         | ●       | 0     | 1     | 0     |
| 1     | Mayar Sherif (EGY)             |            |            |            |                   |                   |                   |            |            |          |          |         |         |         | ●       | 0     | 1     | 0     |
| 1     | Ena Shibahara (JPN)            |            |            |            |                   |                   |                   |            |            |          |          |         |         |         | ●       | 0     | 1     | 0     |
| 1     | Fanny Stollár (HUN)            |            |            |            |                   |                   |                   |            |            |          |          |         |         |         | ●       | 0     | 1     | 0     |
| 1     | Aldila Sutjiadi (INA)          |            |            |            |                   |                   |                   |            |            |          |          |         |         |         | ●       | 0     | 1     | 0     |
| 1     | Moyuka Uchijima (JPN)          |            |            |            |                   |                   |                   |            |            |          |          |         |         |         | ●       | 0     | 1     | 0     |
| 1     | Xu Yifan (CHN)                 |            |            |            |                   |                   |                   |            |            |          |          |         |         |         | ●       | 0     | 1     | 0     |
| 1     | Zhang Shuai (CHN)              |            |            |            |                   |                   |                   |            |            |          |          |         |         |         | ●       | 0     | 1     | 0     |

### Titluri câștigate per țară
| Total | Țară                  | Grand Slam | Grand Slam | Grand Slam | Jocurile Olimpice | Jocurile Olimpice | Jocurile Olimpice | Finala WTA | Finala WTA | WTA 1000 | WTA 1000 | WTA 500 | WTA 500 | WTA 250 | WTA 250 | Total | Total | Total |
| Total | Țară                  | S          | D          | X          | S                 | D                 | X                 | S          | D          | S        | D        | S       | D       | S       | D       | S     | D     | X     |
| ----- | --------------------- | ---------- | ---------- | ---------- | ----------------- | ----------------- | ----------------- | ---------- | ---------- | -------- | -------- | ------- | ------- | ------- | ------- | ----- | ----- | ----- |
| 26    | Statele Unite (USA)   |            | 2          |            |                   |                   |                   | 1          |            | 3        | 3        | 3       | 7       | 5       | 2       | 12    | 14    | 0     |
| 10    | China (CHN)           |            |            |            | 1                 |                   |                   |            |            |          |          | 1       | 3       | 2       | 3       | 4     | 6     | 0     |
| 9     | Cehia (CZE)           | 1          | 2          |            |                   |                   | 1                 |            |            |          | 1        | 1       |         | 1       | 2       | 3     | 5     | 1     |
| 9     | Kazahstan (KAZ)       |            |            |            |                   |                   |                   |            |            |          | 1        | 3       | 1       | 1       | 3       | 4     | 5     | 0     |
| 8     | Polonia (POL)         | 1          |            |            |                   |                   |                   |            |            | 4        |          | 1       |         | 1       | 1       | 7     | 1     | 0     |
| 7     | Taipeiul Chinez (TPE) |            | 1          | 2          |                   |                   |                   |            |            |          | 1        |         | 1       |         | 2       | 0     | 5     | 2     |
| 6     | Italia (ITA)          |            |            | 1          |                   | 1                 |                   |            |            | 1        | 2        |         | 1       |         |         | 1     | 4     | 1     |
| 5     | Letonia (LAT)         |            | 1          |            |                   |                   |                   |            |            |          |          | 2       | 2       |         |         | 2     | 3     | 0     |
| 5     | Spania (ESP)          |            |            |            |                   |                   |                   |            |            |          | 1        | 1       | 1       |         | 2       | 1     | 4     | 0     |
| 5     | Japonia (JPN)         |            |            |            |                   |                   |                   |            |            |          |          |         | 1       |         | 4       | 0     | 5     | 0     |
| 4     | Brazilia (BRA)        |            |            |            |                   |                   |                   |            |            |          | 1        | 1       | 1       |         | 1       | 1     | 3     | 0     |
| 4     | Australia (AUS)       |            |            |            |                   |                   |                   |            |            |          | 1        |         | 2       |         | 1       | 0     | 4     | 0     |
| 4     | Țările de Jos (NED)   |            |            |            |                   |                   |                   |            |            |          | 1        |         | 1       | 1       | 1       | 1     | 3     | 0     |
| 4     | Marea Britanie (GBR)  |            |            |            |                   |                   |                   |            |            |          |          | 1       |         | 2       | 1       | 3     | 1     | 0     |
| 3     | Belgia (BEL)          |            | 1          |            |                   |                   |                   |            |            |          | 1        |         |         |         | 1       | 0     | 3     | 0     |
| 3     | Ucraina (UKR)         |            | 1          |            |                   |                   |                   |            |            |          |          |         | 2       |         |         | 0     | 3     | 0     |
| 3     | Noua Zeelandă (NZL)   |            |            |            |                   |                   |                   |            | 1          |          | 1        |         |         |         | 1       | 0     | 3     | 0     |
| 2     | Germania (GER)        |            |            | 1          |                   |                   |                   |            |            |          |          |         |         |         | 1       | 0     | 1     | 1     |
| 2     | Canada (CAN)          |            |            |            |                   |                   |                   |            | 1          |          |          |         |         |         | 1       | 0     | 2     | 0     |
| 2     | România (ROU)         |            |            |            |                   |                   |                   |            |            |          |          |         | 2       |         |         | 0     | 2     | 0     |
| 2     | Slovacia (SVK)        |            |            |            |                   |                   |                   |            |            |          |          |         |         | 1       | 1       | 1     | 1     | 0     |
| 2     | Ungaria (HUN)         |            |            |            |                   |                   |                   |            |            |          |          |         |         |         | 2       | 0     | 2     | 0     |
| 1     | Columbia (COL)        |            |            |            |                   |                   |                   |            |            |          |          |         |         | 1       |         | 1     | 0     | 0     |
| 1     | Serbia (SRB)          |            |            |            |                   |                   |                   |            |            |          |          |         |         | 1       |         | 1     | 0     | 0     |
| 1     | Elveția (SUI)         |            |            |            |                   |                   |                   |            |            |          |          |         |         | 1       |         | 1     | 0     | 0     |
| 1     | Turcia (TUR)          |            |            |            |                   |                   |                   |            |            |          |          |         |         | 1       |         | 1     | 0     | 0     |
| 1     | Egipt (EGY)           |            |            |            |                   |                   |                   |            |            |          |          |         |         |         | 1       | 0     | 1     | 0     |
| 1     | Estonia (EST)         |            |            |            |                   |                   |                   |            |            |          |          |         |         |         | 1       | 0     | 1     | 0     |
| 1     | Indonezia (INA)       |            |            |            |                   |                   |                   |            |            |          |          |         |         |         | 1       | 0     | 1     | 0     |
| 1     | Mexic (MEX)           |            |            |            |                   |                   |                   |            |            |          |          |         |         |         | 1       | 0     | 1     | 0     |
| 1     | Norvegia (NOR)        |            |            |            |                   |                   |                   |            |            |          |          |         |         |         | 1       | 0     | 1     | 0     |

### Informații despre titluri
Următoarele jucătoare au câștigat primul lor titlu din circuitul principal la simplu, dublu sau dublu mixt:
Simplu
- Emma Navarro (22 ani, 240 zile) – Hobart (tabloul principal)
- Diana Shnaider (19 ani, 308 zile) – Hua Hin (tabloul principal)
- Yuan Yue (25 ani, 160 zile) – Austin (tabloul principal)
- Peyton Stearns (22 ani, 230 zile) – Rabat (tabloul principal)
- Mirra Andreeva (17 ani, 88 zile) – Iași (tabloul principal)
- McCartney Kessler (25 ani, 47 zile) – Cleveland (tabloul principal)
- Linda Nosková (19 ani, 281 zile) – Monterrey (tabloul principal)

Dublu
- Olivia Gadecki – Austin (tabloul principal)
- Ashlyn Krueger – Charleston (tabloul principal)
- Sloane Stephens – Charleston (tabloul principal)

Mixt
- Hsieh Su-wei – Australian Open (tabloul principal)

### Cel mai bun clasament
Următoarele jucătoare și-au atins cea mai înaltă poziție în clasament din carieră în acest sezon în top 50 (jucătoarele care și-au făcut debutul în top 10 sunt indicate cu caractere îngroșate):
Simplu
- Varvara Gracheva (a ajuns pe locul Nr. 39 la 8 ianuarie)
- Tatjana Maria (a ajuns pe locul Nr. 42 la 8 ianuarie)
- Zheng Qinwen (a ajuns pe locul Nr. 7 la 29 ianuarie)
- Anna Kalinskaia (a ajuns pe locul Nr. 24 la 26 februarie)
- Katie Boulter (a ajuns pe locul Nr. 27 la 4 martie)
- Ekaterina Alexandrova (a ajuns pe locul Nr. 15 la 1 aprilie)
- Lucia Bronzetti (a ajuns pe locul Nr. 46 la 8 aprilie)
- Yuan Yue (a ajuns pe locul Nr. 36 la 20 mai)
- Coco Gauff (a ajuns pe locul Nr. 2 la 10 iunie)
- Clara Burel (a ajuns pe locul Nr. 42 la 10 iunie)
- Marta Kostiuk (a ajuns pe locul Nr. 16 la 17 iunie)
- Kateřina Siniaková (a ajuns pe locul Nr. 27 la 24 iunie)
- Viktoria Tomova (a ajuns pe locul Nr. 46 la 29 iulie)
- Taylor Townsend (a ajuns pe locul Nr. 46 la 19 august)
- Linda Nosková (a ajuns pe locul Nr. 25 la 26 august)
- Emma Navarro (a ajuns pe locul Nr. 8 la 9 septembrie)
- Lulu Sun (a ajuns pe locul Nr. 39 la 9 septembrie)
- Donna Vekić (a ajuns pe locul Nr. 18 la 7 octombrie)
- Jasmine Paolini (a ajuns pe locul Nr. 4 la 28 octombrie)
- Anna Kalinskaia (a ajuns pe locul Nr. 11 la 28 octombrie)
- Diana Shnaider (a ajuns pe locul Nr. 14 la 28 octombrie)
- Mirra Andreeva (a ajuns pe locul Nr. 16 la 28 octombrie)
- Magdalena Fręch (a ajuns pe locul Nr. 22 la 28 octombrie)
- Elina Avanesyan (a ajuns pe locul Nr. 43 la 28 octombrie)
- Diane Parry (a ajuns pe locul Nr. 48 la 28 octombrie)

Dublu
- Miyu Kato (a ajuns pe locul Nr. 26 la 1 ianuarie)
- Vera Zvonareva (a ajuns pe locul Nr. 8 la 8 ianuarie)
- Ingrid Neel (a ajuns pe locul Nr. 37 la 8 ianuarie)
- Greet Minnen (a ajuns pe locul Nr. 45 la 8 ianuarie)
- Laura Siegemund (a ajuns pe locul Nr. 4 la 29 ianuarie)
- Fang-Hsien Wu (a ajuns pe locul Nr. 45 la 29 ianuarie)
- Sara Sorribes Tormo (a ajuns pe locul Nr. 26 la 8 aprilie)
- Ellen Perez (a ajuns pe locul Nr. 7 la 22 aprilie)
- Ulrikke Eikeri (a ajuns pe locul Nr. 26 la 22 aprilie)
- Marie Bouzková (a ajuns pe locul Nr. 15 la 6 mai)
- Sara Sorribes Tormo (a ajuns pe locul Nr. 17 la 6 mai)
- Ingrid Neel (a ajuns pe locul Nr. 33 la 6 mai)
- Xinyu Wang (a ajuns pe locul Nr. 16 la 20 mai)
- Cristina Bucșa (a ajuns pe locul Nr. 19 la 10 iunie)
- Erin Routliffe (a ajuns pe locul Nr. 1 la 15 iulie)
- Gabriela Dabrowski (a ajuns pe locul Nr. 3 la 15 iulie)
- Jiang Xinyu (a ajuns pe locul Nr. 39 la 12 august)
- Desirae Krawczyk (a ajuns pe locul Nr. 7 la 19 august)
- Caroline Dolehide (a ajuns pe locul Nr. 9 la 26 august)
- Liudmila Kicenok (a ajuns pe locul Nr. 3 la 23 septembrie)
- Jasmine Paolini (a ajuns pe locul Nr. 9 la 7 octombrie)
- Sofia Kenin (a ajuns pe locul Nr. 22 la 7 octombrie)
- Guo Hanyu (a ajuns pe locul Nr. 34 la 7 octombrie)
- Diana Shnaider (a ajuns pe locul Nr. 48 la 7 octombrie)
- Jeļena Ostapenko (a ajuns pe locul Nr. 4 la 28 octombrie)
- Asia Muhammad (a ajuns pe locul Nr. 14 la 28 octombrie)
- Irina Khromacheva (a ajuns pe locul Nr. 17 la 28 octombrie)
- Alexandra Panova (a ajuns pe locul Nr. 30 la 28 octombrie)
- Olivia Nicholls (a ajuns pe locul Nr. 38 la 28 octombrie)
- Tereza Mihalíková (a ajuns pe locul Nr. 41 la 28 octombrie)

## Clasament WTA
Mai jos este clasamentul WTA al primelor 20 de jucătoare de simplu la sfârșitul sezonului 2024.
| Trn = Număr de turnee                                   |
| Cls '23 = Poziția în clasament la sfârșitul anului 2023 |

| 1  | Arina Sabalenka           | 9.416 | 21 | 2  | 1  | 3   | ▲ 1  |
| 2  | Iga Świątek (POL)         | 8.370 | 21 | 1  | 1  | 2   | ▼ 1  |
| 3  | Coco Gauff (USA)          | 6.530 | 22 | 3  | 2  | 6   | ▬    |
| 4  | Jasmine Paolini (ITA)     | 5.344 | 20 | 30 | 4  | 31  | ▲ 26 |
| 5  | Zheng Qinwen (CHN)        | 5.340 | 21 | 15 | 5  | 15  | ▲ 10 |
| 6  | Elena Rîbakina (KAZ)      | 5.171 | 20 | 4  | 3  | 6   | ▼ 2  |
| 7  | Jessica Pegula (USA)      | 4.705 | 20 | 5  | 4  | 7   | ▼ 2  |
| 8  | Emma Navarro (USA)        | 3.589 | 22 | 38 | 8  | 31  | ▲ 30 |
| 9  | Daria Kasatkina           | 3.368 | 25 | 18 | 9  | 18  | ▲ 9  |
| 10 | Barbora Krejčíková (CZE)  | 3.214 | 17 | 10 | 8  | 32  | ▬    |
| 11 | Danielle Collins (USA)    | 3.178 | 19 | 55 | 8  | 71  | ▲ 44 |
| 12 | Paula Badosa (ESP)        | 2.908 | 20 | 66 | 11 | 140 | ▲ 54 |
| 13 | Diana Shnaider            | 2.895 | 24 | 60 | 12 | 108 | ▲ 47 |
| 14 | Anna Kalinskaia           | 2.743 | 20 | 77 | 11 | 80  | ▲ 63 |
| 15 | Jeļena Ostapenko (LAT)    | 2.588 | 21 | 13 | 9  | 15  | ▼ 2  |
| 16 | Mirra Andreeva            | 2.578 | 17 | 46 | 16 | 58  | ▲ 30 |
| 17 | Beatriz Haddad Maia (BRA) | 2.554 | 26 | 11 | 10 | 23  | ▼ 6  |
| 18 | Marta Kostiuk (UKR)       | 2.493 | 21 | 39 | 16 | 41  | ▲ 21 |
| 19 | Donna Vekić (CRO)         | 2.258 | 21 | 23 | 18 | 49  | ▲ 4  |
| 20 | Victoria Azarenka         | 2.127 | 17 | 22 | 16 | 33  | ▲ 2  |

#### Jucătoare Nr. 1 la simplu
| Deținător         | Dată start          | Dată stop           |
| ----------------- | ------------------- | ------------------- |
| Iga Świątek (POL) | Finalul anului 2023 | 20 octombrie 2024   |
| Arina Sabalenka   | 21 octombrie 2024   | Finalul anului 2024 |

#### Jucătoare Nr. 1 la dublu
| Deținător                | Dată start          | Dată stop           |
| ------------------------ | ------------------- | ------------------- |
| Storm Hunter (AUS)       | Finalul anului 2023 | 28 ianuarie 2024    |
| Elise Mertens (BEL)      | 29 ianuarie 2024    | 17 martie 2024      |
| Hsieh Su-wei (TPE)       | 18 martie 2024      | 9 iunie 2024        |
| Elise Mertens (BEL)      | 10 iunie 2024       | 14 iulie 2024       |
| Erin Routliffe (NZL)     | 15 iulie 2024       | 8 septembrie 2024   |
| Kateřina Siniaková (CZE) | 9 septembrie 2024   | Finalul anului 2024 |

## Cele mai mari premii în bani în 2024
| Premii în US$ la data de 18 noiembrie 2024 | Premii în US$ la data de 18 noiembrie 2024 | Premii în US$ la data de 18 noiembrie 2024 | Premii în US$ la data de 18 noiembrie 2024 | Premii în US$ la data de 18 noiembrie 2024 | Premii în US$ la data de 18 noiembrie 2024 |
| #                                          | Jucătoare                                  | Simplu                                     | Dublu                                      | Total în 2024                              |                                            |
| ------------------------------------------ | ------------------------------------------ | ------------------------------------------ | ------------------------------------------ | ------------------------------------------ | ------------------------------------------ |
| 1.                                         | Arina Sabalenka                            | $9,729,260                                 | $0                                         | $9,729,260                                 |                                            |
| 2.                                         | Coco Gauff                                 | $8,800,987                                 | $472,860                                   | $9,353,847                                 |                                            |
| 3.                                         | Iga Świątek                                | $8,550,693                                 | $0                                         | $8,550,693                                 |                                            |
| 4.                                         | Jasmine Paolini                            | $5,024,205                                 | $796,593                                   | $5,820,798                                 |                                            |
| 5.                                         | Zheng Qinwen                               | $5,559,555                                 | $0                                         | $5,559,555                                 |                                            |
| 6.                                         | Barbora Krejčíková                         | $4,522,510                                 | $247,830                                   | $4,770,340                                 |                                            |
| 7.                                         | Jessica Pegula                             | $4,021,226                                 | $165,396                                   | $4,186,622                                 |                                            |
| 8.                                         | Elena Rîbakina                             | $3,876,915                                 | $0                                         | $3,876,915                                 |                                            |
| 9.                                         | Elise Mertens                              | $1,186,903                                 | $1,596,511                                 | $2,783,414                                 |                                            |
| 10.                                        | Emma Navarro                               | $2,674,666                                 | $77,302                                    | $2,751,968                                 |                                            |

## Retrageri
Următoarea este o listă a jucătoarelor remarcabile (câștigătoare ale unui titlu din circuitul principal și/sau care au făcut parte din top 100 WTA la simplu sau top 100 la dublu, timp de cel puțin o săptămână) care și-au anunțat retragerea din tenisul profesionist, au devenit inactivi (după ce nu au jucat mai mult de 52 de săptămâni) sau au fost excluse definitiv din circuit în timpul sezonului 2024:
- Alexandra Cadanțu-Ignatik a intrat în circuitul profesionist în 2005 și a ajuns pe locul 59 în clasamentul de simplu în ianuarie 2014. Ea a câștigat un titlu la dublu. Cadanțu-Ignatik și-a anunțat retragerea din tenisul profesionist în iunie 2024.[7]
- Alizé Cornet a intrat în circuitul profesionist în 2006 și a ajuns pe locul 11 la simplu în februarie 2009 și pe locul 59 la dublu în martie 2011. Ea a câștigat șase titluri la simplu și trei la dublu. Cornet și-a anunțat retragerea din tenis după Roland Garros 2024, unde a primit un wild card.[8]
- Camila Giorgi  a intrat în circuitul profesionist în 2006 și a ajuns pe locul 26 la simplu în octombrie 2018. Ea a câștigat patru titluri de simplu. Giorgi a fost listată ca jucătoare retrasă pe site-ul ITIA, data retragerii fiind 7 mai 2024.[9] Ea și-a anunțat oficial retragerea din tenisul profesionist șase zile mai târziu.
- Alexa Guarachi și-a anunțat retragerea în aprilie 2024.[10]
- Han Na-lae s-a alăturat circuitului profesionist în 2011 și a atins cea mai bună clasare a carierei, locul 95 la dublu, în noiembrie 2022. Han a anunțat în mai 2024 că se va retrage la finalul sezonului.[11]
- Angelique Kerber și-a anunțat retragerea din tenisul profesionist în iulie 2024, Jocurile Olimpice de la Paris din 2024 urmând să fie ultimul ei turneu. Ea este de trei ori campioană de Grand Slam, medaliată olimpică de argint și fost număr 1 mondial.[12] A jucat ultimul său meci la Jocurile Olimpice, unde a ajuns în sferturile de finală înainte de a pierde în fața campioanei finale Zheng Qinwen într-un meci în trei seturi.[13]
- Vera Lapko și-a anunțat retragerea din tenisul profesionist în ianuarie 2024.[14]
- Garbiñe Muguruza a anunțat sfârșitul carierei de tenis într-o conferință de presă la Madrid, la 20 aprilie 2024.[15]
- Raluca Olaru a intrat în circuitul profesionist în 2003 și a ajuns pe locul 53 la simplu în iulie 2009 și pe locul 30 la dublu în ianuarie 2022. A câștigat unsprezece titluri la dublu. Olaru și-a anunțat retragerea din tenisul profesionist în iunie 2024.[16]
- Lesley Pattinama Kerkhove și-a anunțat retragerea în iulie 2024.[17]
- Shelby Rogers  s-a alăturat circuitului profesionist în 2010 și a ajuns pe locul 30 la simplu în august 2022 și locul 40 la dublu în februarie 2022. Rogers și-a anunțat retragerea din tenisul profesionist în august 2024, US Open 2024 urmând să fie ultimul său turneu.[18]
- Alison Van Uytvanck  s-a alăturat circuitului profesionist în 2010 și a ajuns pe locul 37 la simplu în august 2018 și pe locul 66 la dublu în mai 2022. Ea a câștigat cinci titluri la simplu și două la dublu. Van Uytvanck și-a anunțat retragerea din tenisul profesionist în august 2024, după lupte cu accidentările.[19]
- Natalia Vikhlyantseva a devenit o jucătoare retrasă pe site-ul ITIA, cu data retragerii marcată ca fiind 23 iunie 2024. Ea a atins cea mai bună clasare din carieră la simplu, locul 54, în octombrie 2017.[20]

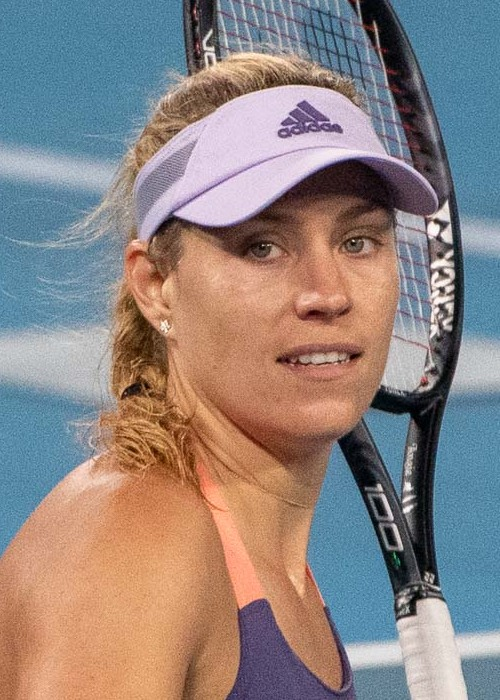
Angelique Kerber fostă nr. 1 mondial la simplu
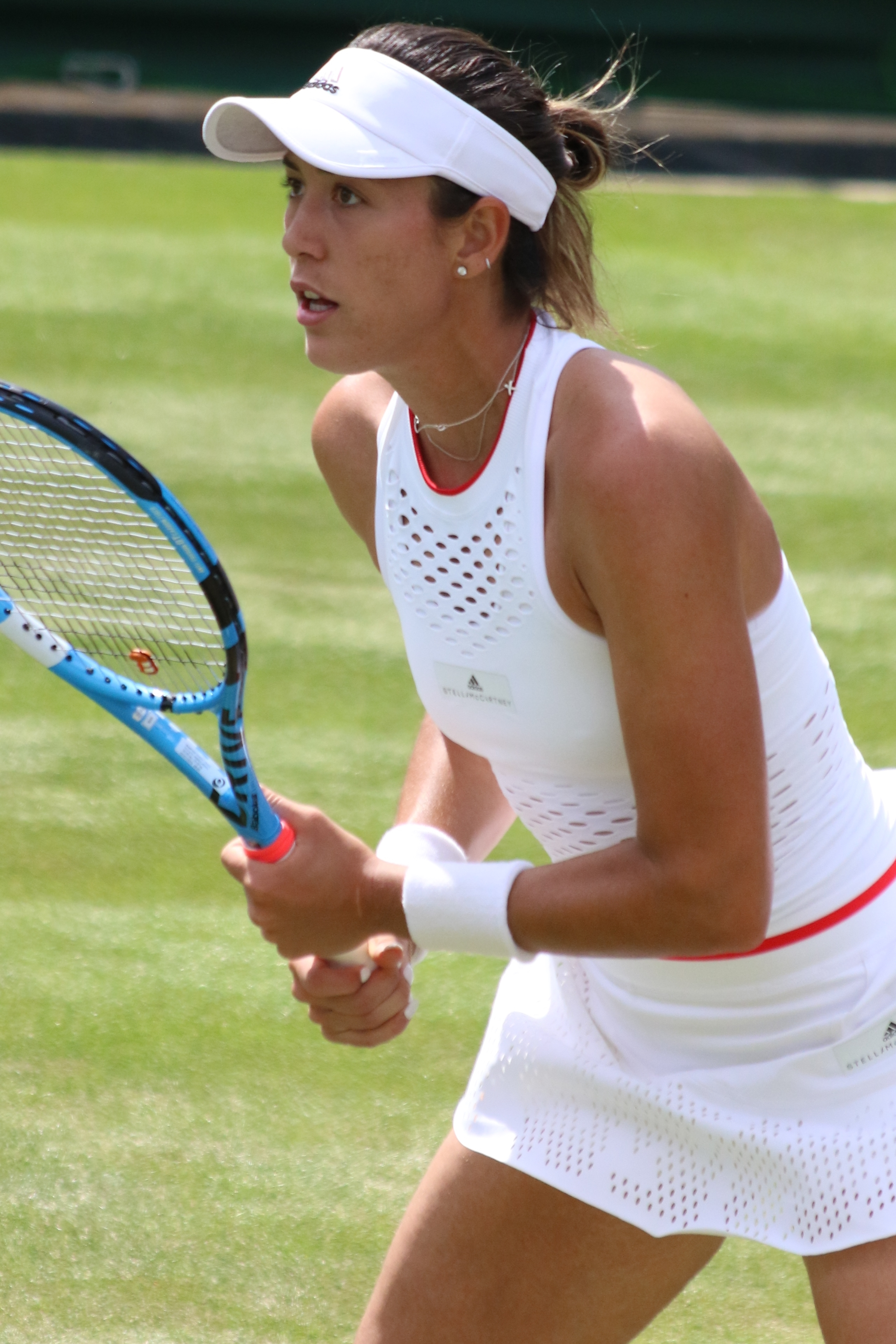
Garbiñe Muguruza fostă nr. 1 mondial la simplu
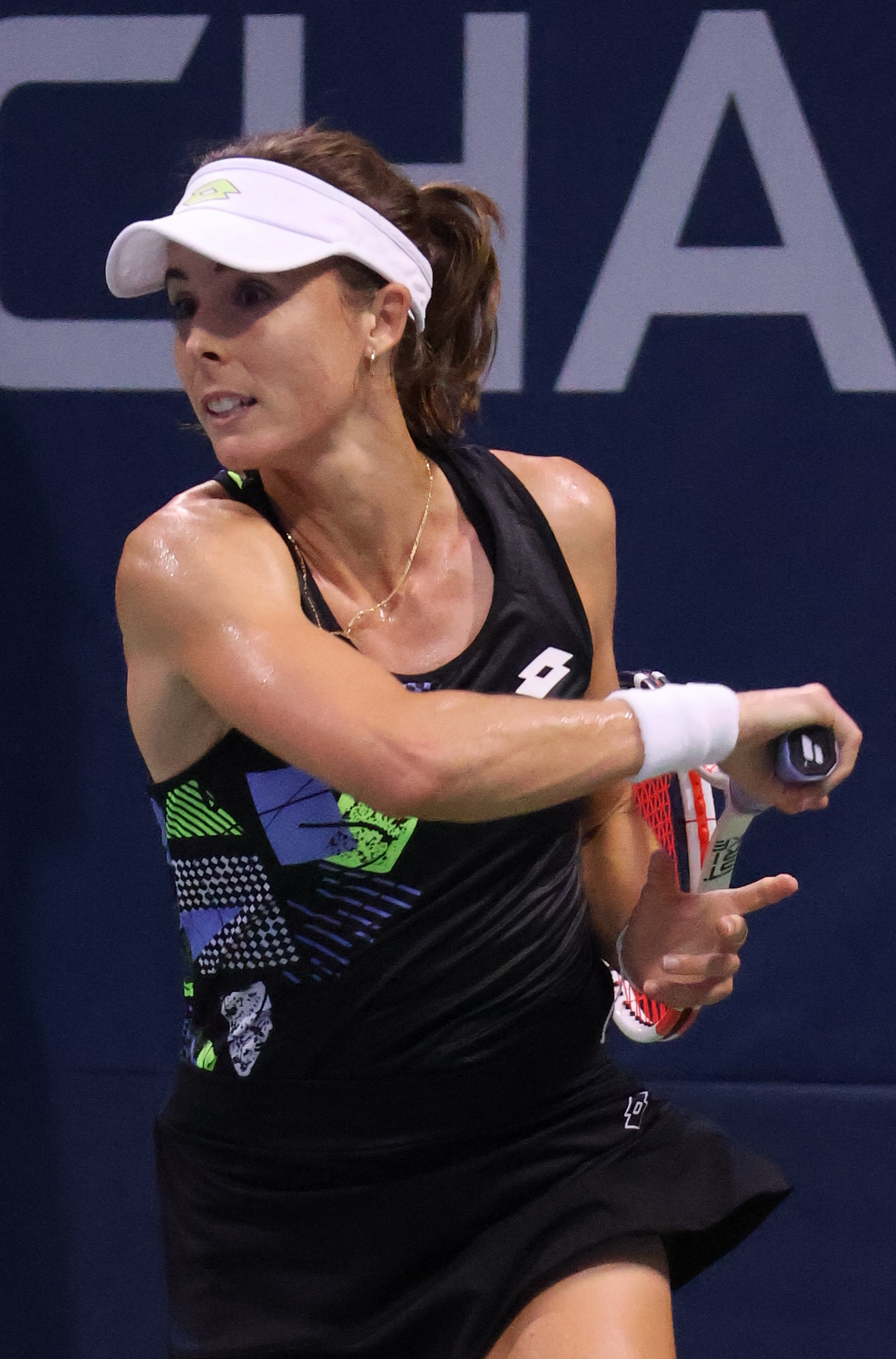
Alizé Cornet fostă nr. 11 mondial la simplu
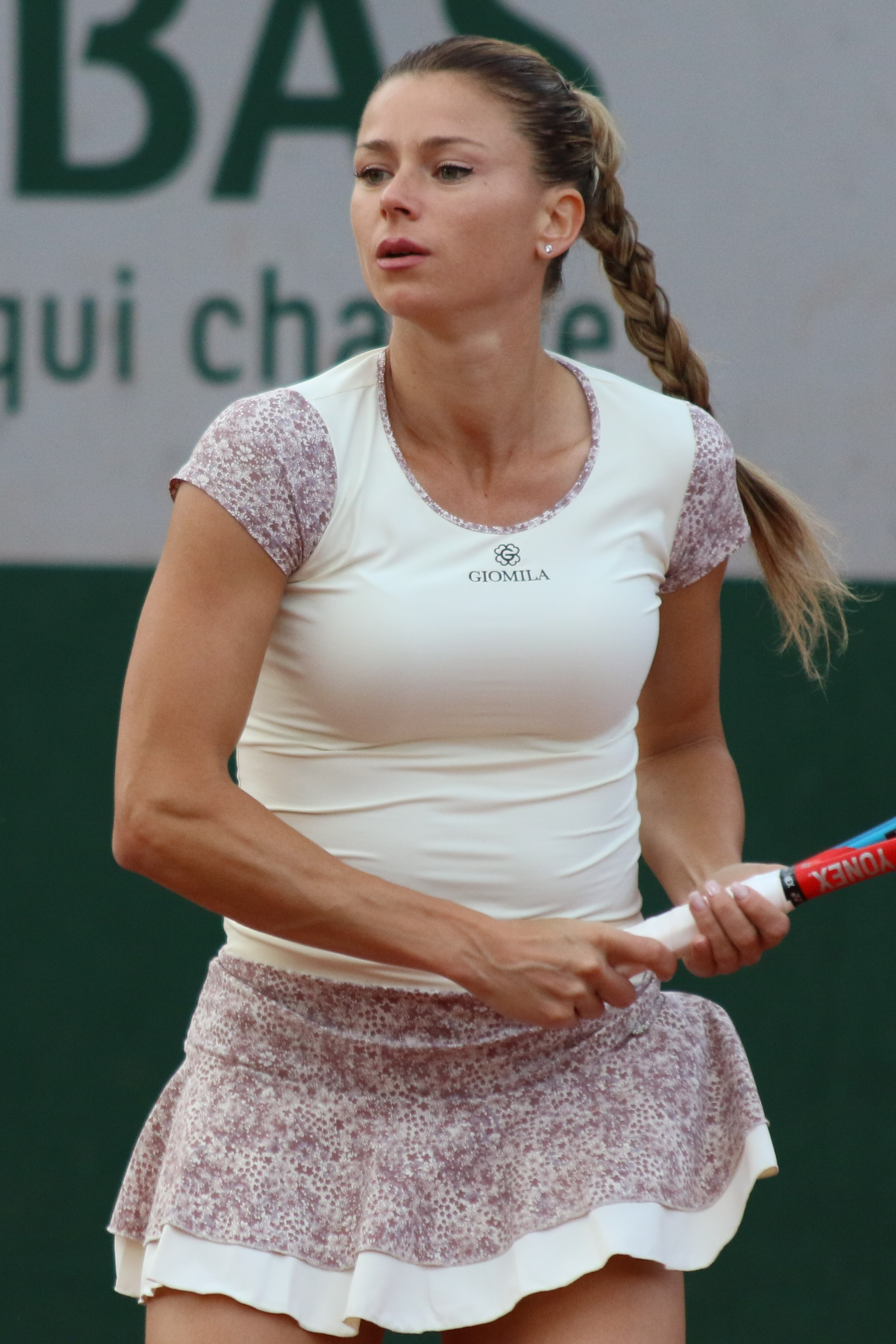
Camila Giorgi fostă nr. 26 mondial la simplu
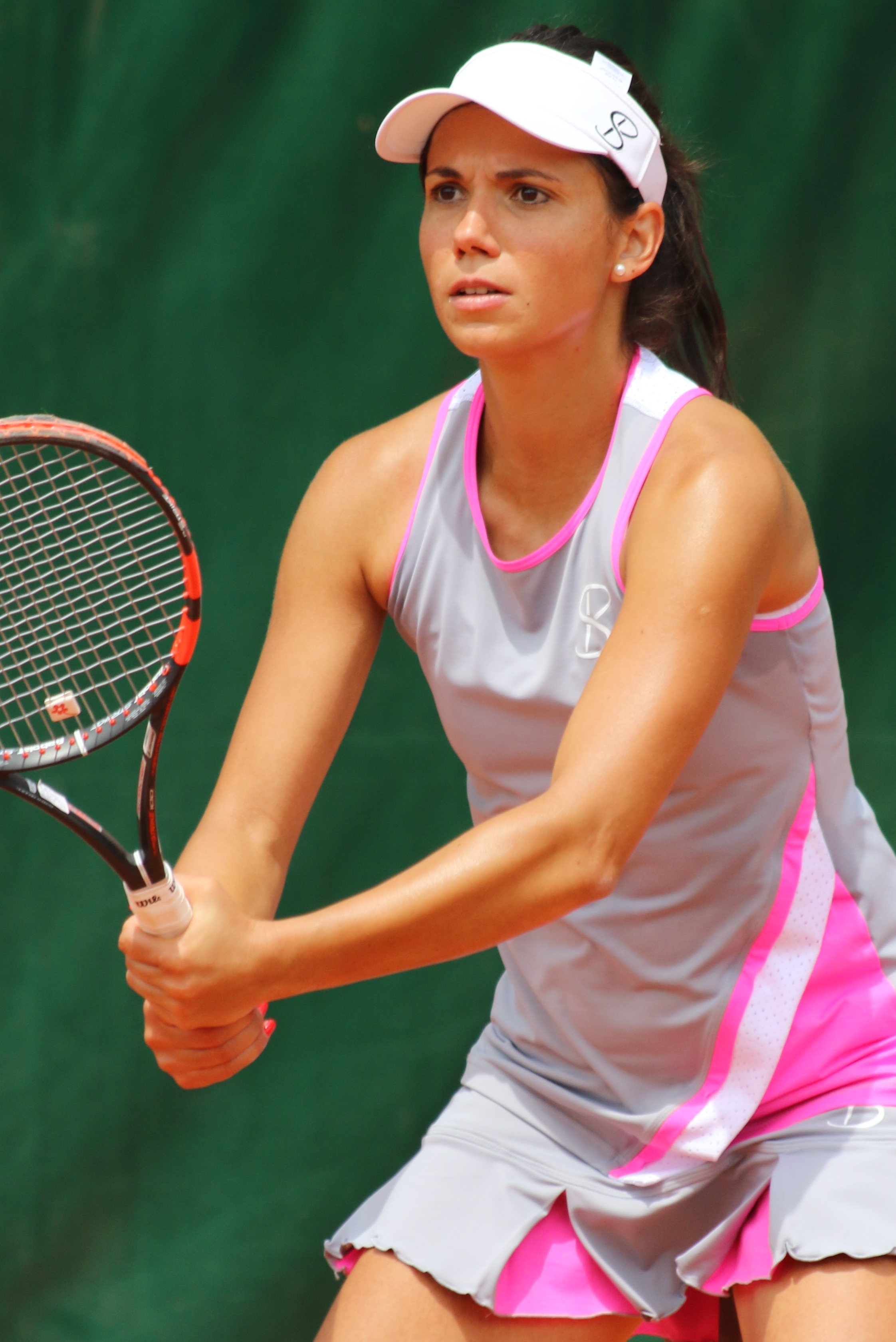
Raluca Olaru fostă nr. 30 mondial la simplu

### Inactivitate

#### Maternitate
- Belinda Bencic [21]
- Petra Kvitova [22]
- Sabine Lisicki [23]
- Alison Riske-Amritraj[24]

## Reveniri
- Angelique Kerber și-a făcut revenirea la United Cup 2024.[25]
- Naomi Osaka  și-a făcut revenirea la Brisbane International 2024. [26]
- Elena Vesnina și-a anunțat revenirea în sezonul 2024.[27]
- Wang Qiang și-a făcut revenirea la Openul Thailandei din 2024.[28]
- Zheng Saisai și-a făcut revenirea la Openul Thailandei din 2024 ca wildcard în calificări.
- Simona Halep  și-a anunțat revenirea la Miami Open 2024, unde a primit wildcard.[29]
- Michaëlla Krajicek și-a făcut revenirea la W15 Sharm El Sheikh ca wildcard la W15 Sharm El Sheikh.[30]
- Lucie Šafářová și-a anunțat revenirea în circuitul WTA la dublu în martie 2024, la Openul de la Praga, unde a primit wildcard împreună cu Bethanie Mattek-Sands.[31]

## Distribuția punctelor
Punctele se acordă după cum urmează:
| Categorie             | C         | F                                    | SF                                   | QF                                                     | R16                                                    | R32                                                    | R64                                                    | R128                                                   | Q                                                      | Q3                                                     | Q2                                                     | Q1                                                     |
| Grand Slam (S)        | 2000      | 1300                                 | 780                                  | 430                                                    | 240                                                    | 130                                                    | 70                                                     | 10                                                     | 40                                                     | 30                                                     | 20                                                     | 2                                                      |
| Grand Slam (D)        | 2000      | 1300                                 | 780                                  | 430                                                    | 240                                                    | 130                                                    | 10                                                     | –                                                      | –                                                      | –                                                      | –                                                      | –                                                      |
| WTA Finals (S/D)      | 1500*     | 1080*                                | 750*                                 | (+125 per round robin match; +125 per round robin win) | (+125 per round robin match; +125 per round robin win) | (+125 per round robin match; +125 per round robin win) | (+125 per round robin match; +125 per round robin win) | (+125 per round robin match; +125 per round robin win) | (+125 per round robin match; +125 per round robin win) | (+125 per round robin match; +125 per round robin win) | (+125 per round robin match; +125 per round robin win) | (+125 per round robin match; +125 per round robin win) |
| WTA 1000 (96S)        | 1000      | 650                                  | 390                                  | 215                                                    | 120                                                    | 65                                                     | 35                                                     | 10                                                     | 30                                                     | –                                                      | 20                                                     | 2                                                      |
| WTA 1000 (64/56S)     | 1000      | 650                                  | 390                                  | 215                                                    | 120                                                    | 65                                                     | 10                                                     | –                                                      | 30                                                     | –                                                      | 20                                                     | 2                                                      |
| WTA 1000 (28/32D)     | 1000      | 650                                  | 390                                  | 215                                                    | 120                                                    | 10                                                     | –                                                      | –                                                      | –                                                      | –                                                      | –                                                      | –                                                      |
| WTA 500 (64/56/48S)   | 500       | 325                                  | 195                                  | 108                                                    | 60                                                     | 32                                                     | 1                                                      | –                                                      | 25                                                     | –                                                      | 13                                                     | 1                                                      |
| WTA 500 (32/30/28S)   | 500       | 325                                  | 195                                  | 108                                                    | 60                                                     | 1                                                      | –                                                      | –                                                      | 25                                                     | –                                                      | 13                                                     | 1                                                      |
| WTA 500 (28D)         | 500       | 325                                  | 195                                  | 108                                                    | 60                                                     | 1                                                      | –                                                      | –                                                      | –                                                      | –                                                      | –                                                      | –                                                      |
| WTA 500 (16D)         | 500       | 325                                  | 195                                  | 108                                                    | 1                                                      | –                                                      | –                                                      | –                                                      | –                                                      | –                                                      | –                                                      | –                                                      |
| WTA 250 (32S, 24/16Q) | 250       | 163                                  | 98                                   | 54                                                     | 30                                                     | 1                                                      | –                                                      | –                                                      | 18                                                     | –                                                      | 12                                                     | 1                                                      |
| WTA 250 (16D)         | 250       | 163                                  | 98                                   | 54                                                     | 1                                                      | –                                                      | –                                                      | –                                                      | –                                                      | –                                                      | –                                                      | –                                                      |
| United Cup            | 500 (max) | Pentru detalii, vezi United Cup 2024 | Pentru detalii, vezi United Cup 2024 | Pentru detalii, vezi United Cup 2024                   | Pentru detalii, vezi United Cup 2024                   | Pentru detalii, vezi United Cup 2024                   | Pentru detalii, vezi United Cup 2024                   | Pentru detalii, vezi United Cup 2024                   | Pentru detalii, vezi United Cup 2024                   | Pentru detalii, vezi United Cup 2024                   | Pentru detalii, vezi United Cup 2024                   | Pentru detalii, vezi United Cup 2024                   |

S = simplu, D = dublu, Q = calificare.

* Presupune recordul neînvins al meciului Round Robin.